# Liste deutschsprachiger Theaterstücke
Die Abkürzung „UA“ bedeutet Uraufführung.

## Liste

### 0–9
- Die 25. Stunde, George Tabori 1974
- 69, Igor Bauersima 2003

### A
- Ein Abend zu dritt, Lotte Ingrisch UA 1965
- Der Abenteurer, Carl Sternheim 1922
- Der Abenteurer und die Sängerin, Hugo von Hofmannsthal 1898
- Das Abgründige in Herrn Gerstenberg Axel von Ambesser 1946
- Der Abiturmann, Arne Leonhardt UA 1969
- Der Abstecher, Martin Walser UA 1961
- Absurda Comica oder Herr Peter Squentz, Andreas Gryphius 1649
- Der abtrünnige Zar, Carl Hauptmann
- Adam und Eva, Peter Hacks 1972
- Adelheid von Wulfingen, August von Kotzebue 1789
- Der Adept, Friedrich Halm 1836
- Ärztinnen, Rolf Hochhuth 1980
- Adrienne Ambrossat, Georg Kaiser 1934
- Affäre Dreyfus, Hans José Rehfisch 1929
- Agamemnons Tod, Gerhart Hauptmann 1945
- Agnes Bernauer, Friedrich Hebbel 1851 UA 1852
- Agnes Bernauer, Franz Xaver Kroetz UA 1977
- Agnes Jordan, Georg Hirschfeld
- Agnes von Meran, Franz Nissel 1877
- Die Ahnfrau, Franz Grillparzer 1816 UA 1817
- Ajax Lorarius, Wolfhart Spangenberg UA 1608
- Alain und Elise, Georg Kaiser 1940
- Alcestis, eine artige Tragödie, Wolfhart Spangenberg UA 1604
- Alexis, Karl Immermann 1831
- Alfred der Große, Friedrich Beck 1826
- Alkestis, Paul Gurk
- Alkestis, Hugo von Hofmannsthal 1894
- Alle sieben Wellen, Daniel Glattauer UA 2010
- Alles um Geld, Herbert Eulenberg 1911
- Alles um Liebe, Herbert Eulenberg 1910
- Alltag, Hans Günter Michelsen UA 1978
- Der Alpenkönig und der Menschenfeind, Ferdinand Raimund UA 1828
- Als der Krieg zu Ende war, Max Frisch 1947, UA 1949
- Die alte Jungfer, Gotthold Ephraim Lessing 1747
- Das alte Land, Klaus Pohl UA 1984
- Alte Schachteln, Ingeborg von Zadow UA 2004
- Alt-Heidelberg, Wilhelm Meyer-Förster 1898
- Altrosa, Heinrich Henkel UA 1983
- Amantes amentes, das ist ein sehr anmutiges Spiel von der blinden Liebe, Gabriel Rollenhagen 1609
- Die Amazonen, Stefan Schütz UA 1977
- Am Ende der Nacht, Harald Hauser 1955
- Ein Amerikaner in Berlin, Hedda Zinner 1965
- Am Herzogshof, Carl Caro 1885
- Amphitruo, ein kurtzweilig Spiel, Wolfhart Spangenberg UA 1607
- Amphitryon, Heinrich von Kleist 1803, 1806/1807 UA 1899
- Anarchie in Bayern, Rainer Werner Fassbinder UA 1969
- Anarchie in Sillian, Arnolt Bronnen 1924
- Anatol, Arthur Schnitzler 1893
- An der Grenze, Hans Mühlethaler UA 1963
- Andorra, Max Frisch 1958–1961 UA 1961
- André Chénier, Adolf Bartels 1890
- Angele, Otto Erich Hartleben 1891
- Anja und Esther, Klaus Mann 1925
- Anna Walewska, Herbert Eulenberg 1899
- Ein anständiger Mensch, Georg Kaiser 1934
- Der Antichrist, Reinhard Johannes Sorge 1911
- Anti-Faust oder Geschichte eines dummen Teufels, Ludwig Tieck 1801
- Antigone, Walter Hasenclever 1916
- Das Apostelspiel, Max Mell 1925
- Die arabische Nacht, Roland Schimmelpfennig
- Arbeiter, Bauern, Soldaten, Johannes R. Becher
- Arbeiterpriester, Helmut Schwarz UA 1956
- Die Arbeiter von Jersey, Günther Weisenborn 1930
- Arbeitgeber, Gerhard Kelling UA 1969
- Die Argonauten, Franz Grillparzer
- Ariadne auf Naxos, Paul Ernst
- Ariadne auf Naxos, Hugo von Hofmannsthal 1912
- Armand Carrel, Moritz Heimann
- Der arme Heinrich, Gerhart Hauptmann UA 1902
- Der arme Konrad, Friedrich Wolf 1924
- Der arme Mann Luther, Leopold Ahlsen UA 1967
- Arme Teufel, Erika Mitterer, 1954
- Der arme Vetter, Ernst Barlach 1911/1912, 1917 UA 1919
- Die armseligen Besenbinder, Carl Hauptmann 1913
- Armut, Anton Wildgans 1914
- Armut, Reichtum, Mensch und Tier, Hans Henny Jahnn 1945
- Arria und Messalina, Adolf Wilbrandt
- Arthur Aronymus und seine Väter, Else Lasker-Schüler 1931/1932 UA 1936
- Der Arzt, sein Weib, sein Sohn, Hans Henny Jahnn 1922
- Astrid, Eduard Stucken
- Asyl in der ersten Welt, Bettina Fless, 1993
- Das Attentat auf das Pferd des Brasilianers Joao Candia Bertoza, Renke Korn UA 1973
- Auerhaus, Bov Bjerg UA 2017
- Auf deutscher Hochschule, Carl Caro 1877
- Die Aufgeregten von Goethe, Adolf Muschg UA 1970
- Der aufhaltsame Aufstieg des Arturo Ui, Bertolt Brecht 1958
- Auf jeden Fall verdächtig, Hedda Zinner 1959
- Aufstand der Offiziere, Hans Hellmut Kirst UA 1966
- Der Aufstieg des Alois Piontek, Heinar Kipphardt 1956
- Aufstieg und Fall der Stadt Mahagonny, Bertolt Brecht 1930
- Der Auftrag, Heiner Müller 1979 UA 1980
- Die Augenbinde, Siegfried Lenz UA 1970
- a unhamlich schtorka abgoung, Harald Sommer UA 1970
- Die Auseinandersetzung, Gerhard Kelling UA 1970
- Die Ausgezeichneten, Regina Weicker UA 1974
- Der Ausflug ins Sittliche, Georg Engel 1900
- Der Ausflug mit Damen, Friedrich Michael 1944
- Die Ausnahme und die Regel, Bertolt Brecht 1938
- A Violation Study or El condor pasa, Helmut Eisendle UA 1972

### B
- Baal, Bertolt Brecht 1918/1919 UA 1923
- Babel, Günther Weisenborn 1946
- Der Babylon Blues oder wie man glücklich wird, ohne sich zu verausgaben, George Tabori 1991
- Badenweiler Abgesang, Joachim Knauth
- Bäurischer Machiavellus, Christian Weise UA 1679
- Die Ballade vom Eulenspiegel, vom Federle und von der dicken Pompanne, Günther Weisenborn 1948
- Die Ballade vom Wiener Schnitzel, George Tabori 1996
- Balsasar, eine lehrhafte Tragödie, Wolfhart Spangenberg UA 1609
- Bambiland, Elfriede Jelinek UA 2003
- Barbara Blomberg, Carl Zuckmayer 1948
- Die Barke von Gawdos, Herbert Meier UA 1954
- Der Barometermacher auf der Zauberinsel, Ferdinand Raimund 1823
- Bartel Turaser, Philipp Langmann 1897
- Der Bataraz, Peter Lehmann
- Der Bau, Heiner Müller 1963/1964 UA 1980
- Der Bauer als Millionär oder Das Mädchen aus der Feenwelt, Ferdinand Raimund 1826 UA 1826
- Bauernblut, Julius Petri
- Bauernoper, Yaak Karsunke UA 1973
- Beaumarchais, Friedrich Wolf 1946
- Der Befehl, Fritz Hochwälder 1967
- Der Befreiungsminister, Fritz von Unruh 1948
- Begegnung im Herbst, Axel von Ambesser 1975
- Begegnung mit Herkules, Hans Pfeiffer UA 1966
- Begegnung mit Ulrike, Sigmund Graff
- Begum Somru, Friedrich Halm 1860
- Die Behandlung, Christoph Mangold 1964
- Die beiden Klingsberg, August von Kotzebue UA 1799
- Die beiden Nachtwandler oder Das Notwendige und das Überflüssige, Johann Nestroy 1836
- Das beispielhafte Leben des Samuel W., Lukas Rietzschel UA 2024
- Das beispielhafte Leben und der Tod des Peter Göring, Thomas Brasch UA 1972
- Bekannte Gesichter, gemischte Gefühle, Botho Strauß 1974 UA 1975
- Belinde, Herbert Eulenberg 1912
- Belisar, Jakob Bidermann 1607
- Bellman, Carl Zuckmayer 1938
- Die Bergarbeiterinnen, Elfriede Müller UA 1988
- Die Bergknappen, Ludwig Hoch 1933
- Die Bergschmiede, Carl Hauptmann 1902
- Das Bergwerk, Hans Kaltneker
- Das Bergwerk zu Falun, Hugo von Hofmannsthal 1899 UA 1949
- Die Berliner in Wien, Karl von Holtei 1825
- Bernhard von Weimar, Rolf Lauckner 1933
- Ein besserer Herr, Walter Hasenclever UA 1927
- Der Besuch aus dem Elysium, Franz Werfel 1911
- Besuch aus dem Paradies, Franz Bei der Wieden 1956
- Besuch bei Katt und Fredda, Ingeborg von Zadow UA 1997
- Der Besuch der alten Dame, Friedrich Dürrenmatt 1955 UA 1956
- Besucher, Botho Strauß 1987 UA 1988
- Die Betriebsschließung, Heinrich Henkel UA 1975
- Der betrogene Betrug, Christian Weise 1690
- Der Bettler, Reinhard Johannes Sorge 1912
- Der Bettler von Syrakus, Hermann Sudermann 1910
- Der Biberpelz, Gerhart Hauptmann 1893
- Biedermann und die Brandstifter, Max Frisch 1957/1958 UA 1958
- Das Bild des Menschen, Peter Lotar UA 1954
- Billard oder Das Opfer am Grünen Tisch, Helmut Eisendle UA 1979
- Biografie: Ein Spiel, Max Frisch 1967 UA 1968
- Bis zum Horizont, Ann-Christin Focke, 2004
- Bismarck, Frank Wedekind 1915
- Bismarck oder Warum steht der Soldat da?, Fritz von Unruh 1955
- Die bitteren Tränen der Petra von Kant, Rainer Werner Fassbinder 1971
- Blanka von Kastilien, Franz Grillparzer 1809 UA 1958
- Der blaue Boll, Ernst Barlach 1926
- Der blaue Sonnenhut, Friedrich Michael 1942
- Der Blinde, Friedrich Dürrenmatt 1947 UA 1948
- Das Blumenboot, Hermann Sudermann 1903
- Blut am Hals der Katze oder Marilyn Monroe contre les vampires, Rainer Werner Fassbinder 1971
- Blut und Liebe, Martin Luserke, UA 1906
- Der Bockerer, Ulrich Becher und Peter Preses 1948
- Bockgesang, Franz Werfel 1920
- Der böse Geist Lumpazivagabundus oder Das liederliche Kleeblatt, Johann Nestroy 1833
- Die bösen Köche, Günter Grass UA 1961
- Der Bogen des Odysseus, Gerhart Hauptmann 1912
- Das Bohnenfest, Richard May 1928
- Bonaparte, Fritz von Unruh 1926
- Die Boxer, Konrad Bayer 1971
- Bräker, Herbert Meier UA 1978
- Der Brand im Opernhaus, Georg Kaiser 1918
- Die Braut von Messina oder Die feindlichen Brüder, Friedrich Schiller 1802 UA 1803
- Die Brautfahrt oder Kunz von der Rosen, Gustav Freytag 1841
- Bremer Freiheit, Rainer Werner Fassbinder 1971
- Der brennende Dornbusch, Oskar Kokoschka 1911
- Bruder Moritz, der Sonderling oder Die Kolonie für die Pelew-Inseln, August von Kotzebue 1791
- Ein Bruderzwist in Habsburg, Franz Grillparzer 1848 UA 1872
- Die Brücke, Erwin Guido Kolbenheyer 1929
- Brunhild, Paul Ernst
- Brut, Matthias Zschokke 1988
- Brutus, Joachim Wilhelm von Brawe 1758
- Des Buches erstes und letztes Blatt, Hans Henny Jahnn 1920
- Büchners Tod, Gaston Salvatore UA 1972
- Die Büchse der Pandora, Frank Wedekind 1894
- buenas noches piaster, Alfred Paul Schmidt UA 1976
- Der Bürgergeneral, Johann Wolfgang von Goethe UA 1793
- Bürger Schippel, Carl Sternheim 1912
- Bürgermeister Anna, Friedrich Wolf 1950
- Die Bürger von Calais, Georg Kaiser 1914
- Bumerang, Hans José Rehfisch 1960
- Die Burgruine, Carl Caro 1883
- Buridans Esel, Ulrich Plenzdorf UA 1975

### C
- Cäsar, Bernt von Heiseler UA 1941
- Caféhaus Payer, Hedda Zinner 1945
- Camoens, Friedrich Halm 1837
- Canossa, Paul Ernst 1908
- Canossa – Eine Katharsis, Johano Strasser 2003
- Cardenio und Celinde oder Unglücklich Verliebte, Andreas Gryphius 1647
- Carmen Kittel, Georg Seidel 1987
- Carolus Magnus, August von Kotzebue 1806
- Carolus Stuardus oder Die ermordete Majestät, Andreas Gryphius 1649
- Casino Leger, Günter Senkel, Feridun Zaimoglu UA 2003
- Catharina, Gräfin von Armagnac und ihre beiden Liebhaber, Karl Gustav Vollmoeller
- Catilina, Adolf Bartels 1892
- Cenodoxus, Jakob Bidermann UA 1602
- Change, Wolfgang Bauer 1969
- Charlotte Corday, Fritz von Unruh 1936
- Die Chinesische Mauer, Max Frisch 1946
- Chriemhild, Paul Ernst
- Christa die Tante, Rolf Lauckner 1919
- Christinas Heimreise, Hugo von Hofmannsthal 1908
- Christoph Marlow, Ernst von Wildenbruch 1884
- Clara S., Elfriede Jelinek 1982
- Claudius, Georg Kaiser 1918
- Claus Peymann kauft sich eine Hose und geht mit mir essen, Thomas Bernhard UA 1986
- Clavigo, Johann Wolfgang von Goethe 1774
- Clowns, George Tabori 1972
- Die Clowns von Avignon, Günther Weisenborn 1967
- Comoedia vom Studenten-Leben, Johann Georg Schoch 1657
- Conflagratio Sodomae, eine erschröckliche Tragödia, Wolfhart Spangenberg UA 1607
- Conradine, Carl Caro 1876
- Cordatus, Alfred Brust
- Corinne und der Seebär, Karl Wittlinger UA 1965
- Cornelius Relegatus, Albert Wichgreve UA 1600
- Die Corsen, August von Kotzebue
- Creeps, Lutz Hübner UA 2000
- Cyankali, Friedrich Wolf 1929

### D
- Damon oder die wahre Freundschaft, Gotthold Ephraim Lessing 1747
- Dankmar, Johann Fercher von Steinwand 1867
- Dantons Tod, Georg Büchner 1902
- Darja, Volker Lüdecke 1996
- Dat Gaap-Pulwer, Karl Wagenfeld
- Datterich, Ernst Elias Niebergall 1862 (postum)
- David und Goliath, Georg Kaiser 1914
- Demetrios, Paul Ernst 1905
- Demetrius, Friedrich Hebbel 1863
- Die Demonstration, George Tabori 1972
- Die deutsche Hausfrau, August von Kotzebue
- Der deutsche Mann und die vornehmen Leute, August von Kotzebue
- Die deutschen Kleinstädter, August von Kotzebue 1802
- Der Diamant, Friedrich Hebbel 1841
- Der Diamant des Geisterkönigs, Ferdinand Raimund UA 1824
- Der Hund des Generals, Heinar Kipphardt UA 1962
- Der natürliche Vater, Herbert Eulenberg 1909
- Dichtung und Wahrheit oder Der Pestalozzi-Preis, Herbert Asmodi UA 1972
- Dido, Gründerin von Karthago, Alois Außerer UA 1912
- Dies irae, Anton Wildgans 1918
- Dissonanzen, Horst Ender UA 1970
- Doctor Wespe, Roderich Benedix UA  1842
- Doktor Semmelweis, Hans José Rehfisch 1934
- Dolomitenstadt Lienz, Franz Xaver Kroetz UA 1972
- Donadieu, Fritz Hochwälder UA 1953
- Donauballade, Richard Billinger 1959
- Die Donaubrücke, Julius Hay 1951
- Donau so blau, Lotte Ingrisch UA 1965
- Don Carlos, Friedrich Schiller UA 1787
- Don Juan kommt aus dem Krieg, Ödön von Horváth
- Don Juan oder Die Liebe zur Geometrie, Max Frisch 1952 UA 1953
- Don Juan Tenorio, Julius Hart 1881
- Don Juan und Faust, Christian Dietrich Grabbe 1829
- Donnerstag, Fritz Hochwälder UA 1959
- Doppelkopf, Gerlind Reinshagen UA 1968
- Doppelselbstmord, Ludwig Anzengruber 1875
- Das Dorf bei Odessa, Herbert Reinecker 1941
- Dorf und Stadt, Charlotte Birch-Pfeiffer 1837
- Die Dorfstraße, Alfred Matusche UA 1955
- Dr. med. Hiob Prätorius, Facharzt für Chirurgie und Frauenleiden, Curt Goetz 1934
- Dr. med. Hiob Prätorius, Curt Goetz 1953
- Draußen vor der Tür, Wolfgang Borchert 1946
- Drei, Max Dreyer 1893
- Drei, Paul Pörtner UA 1962
- Drei Akte, Hans Günter Michelsen UA 1965
- Drei ehrenwerte Herren, Günther Weisenborn 1951
- Die Dreigroschenoper, Bertolt Brecht 1928
- Die drei Reiherfedern, Hermann Sudermann 1898
- Die drei Zwillinge, Toni Impekoven 1927
- Der Drosselgesang vor dem Tode Dornröschens berauscht die Zuckerbäcker, die in der Sonne zerfließen, Martin Sperr UA 1970
- Drunter, Drüber, Dieter Hirschberg UA 1977
- Du bist der Richtige, Gustav von Wangenheim 1950
- Duell an der Havel, Fritz von Unruh 1954
- Dunant, Herbert Meier UA 1976

### E
- Das Ebenbild eines gehorsamen Glaubens, Christian Weise UA 1682
- Die echten Sedemunds, Ernst Barlach 1921
- Edelwild, Emil Gött 1901
- Die edle Lüge, August von Kotzebue 1797
- Egmont, Johann Wolfgang von Goethe UA 1789
- Die Ehe, Alfred Döblin 1931
- Die Ehe des Herrn Mississippi, Friedrich Dürrenmatt 1952
- Die Ehre, Hermann Sudermann 1889
- Eiche und Angora, Martin Walser UA 1962
- EiferSucht, Esther Vilar
- Eifersucht ist eine Leidenschaft, Victor de Kowa 1940
- Einsame Menschen, Gerhart Hauptmann UA 1891
- Die einsame Tat, Sigmund Graff
- Der einsame Weg, Arthur Schnitzler 1904
- Der Einsiedler von Sanssouci, Wolfgang Müller von Königswinter 1865
- Einzug ins Schloß, Rolf Schneider UA 1971
- Eisenbahnheirathen oder Wien, Neustadt, Brünn, Johann Nestroy 1844
- Eisenwichser, Heinrich Henkel UA 1970
- Der Eisgang, Max Halbe 1892
- Eiszeit, Tankred Dorst 1973
- Elektra, Gerhart Hauptmann 1945
- Elfriede, Friedrich Justin Bertuch 1775
- Elga, Gerhart Hauptmann UA 1905
- Elio oder Eine fröhliche Gesellschaft, Otto F. Walter UA 1965
- Elisabeth II., Thomas Bernhard UA 1989
- Emilia Galotti, Gotthold Ephraim Lessing 1772
- Das Ende des friedlichens Lebens der Else Reber, Richard Hey UA 1977
- Ende und Anfang, Hermann Werner Kubsch UA 1949
- Die endlose Straße, Sigmund Graff und Carl Ernst Hintze 1927
- Ein Engel kommt nach Babylon, Friedrich Dürrenmatt UA 1953
- Der Engel mit dem Saitenspiel, Alois Johannes Lippl 1938
- Der englische Sender, Georg Kaiser 1940
- Der entfesselte Wotan, Ernst Toller 1923
- Die Entkleidung des Antonio Carossa, Rolf Lauckner
- Entscheiden Sie sich, Paul Pörtner UA 1965
- Die Entscheidung der Lene Mattke, Helmut Sakowski UA 1959
- Ephraims Breite, Carl Hauptmann 1898
- Das Epigramm, August von Kotzebue
- Der Erbförster, Otto Ludwig 1849
- Erdgeist, Frank Wedekind 1895 UA 1898
- Erika, Ursula Krechel UA 1974
- Die Ermittlung, Peter Weiss UA 1965
- Die Ermordung des Aias oder Ein Diskurs über das Holzhacken, Hartmut Lange 1971 UA 1974
- Die Eroberung der Prinzessin Turandot, Wolfgang Hildesheimer UA 1955
- Die Eroberung des Südpols, Manfred Karge 1986
- Eröffnung des indischen Zeitalters, Peter Hacks 1956
- Der erschlagene Schatten, Maxim Ziese
- Der Erste, Reinhard Goering
- Erster Klasse, Ludwig Thoma 1910
- Die ersten Schritte, Hermann Werner Kubsch UA 1950
- Des Esels Schatten oder Der Galatag in Krähwinkel, August von Kotzebue 1809
- Es lebe das Leben, Hermann Sudermann 1902
- Es steht geschrieben, Friedrich Dürrenmatt 1946 UA 1947
- Esther, Franz Grillparzer 1848 UA 1868
- Etappe, Gottfried Benn 1915
- Etagenvögel, Hans Heinrich Formann 1965
- Europa, Georg Kaiser 1915
- Evchen Humbrecht oder Ihr Mütter, merkt's Euch!, Heinrich Leopold Wagner UA 1778
- Der ewige Traum, Paul Kornfeld 1922
- Die Exzesse, Arnolt Bronnen 1922
- Ezelin von Romano, Joseph von Eichendorff 1828

### F
- Die Fabier, Gustav Freytag 1859
- Fabrik im Walde, Stefan Schütz UA 1975
- Der Fährmann von Dürnstein, Rudolf Gröger 1931
- Der Färber und sein Zwillingsbruder, Johann Nestroy 1840
- Die Fahnenweihe, Josef Ruederer 1895
- Der fahrend Schüler im Paradeis, Hans Sachs 1550
- Ein Fahrplan stimmt nicht mehr, Brigitte Beck-Meng UA 1964
- Die falschen Spieler, Friedrich Maximilian Klinger 1782
- Die Familie Schroffenstein, Heinrich von Kleist 1804
- Die Familie Makabah, Günther Weisenborn 1961
- Die Familie von Nevada, Günther Weisenborn 1958
- Fanal, Hans Lucke 1953
- Fast ein Prolet, Peter Greiner UA 1980
- Ein Fastnachtsspiel vom Pater Brey, Johann Wolfgang von Goethe 1773
- Faust I, Johann Wolfgang Goethe
- Faust II, Johann Wolfgang Goethe
- Faust III, Friedrich Theodor Vischer 1862
- Faustens Ende, Hans Dieter Schwarze 1957
- Der Fechter von Ravenna, Friedrich Halm 1856
- Fegefeuer in Ingolstadt, Marieluise Fleißer
- Feierabend I und II, Hans Günter Michelsen UA 1963
- Der Feigling, Slátan Dudow 1948
- Ein Fest für Boris, Thomas Bernhard 1970
- Die Feststellung, Helmut Baierl UA 1957
- Feuer aus den Kesseln, Ernst Toller 1930
- Feuerfuß, Gerd Hergen Lübben 1960
- Figaro lässt sich scheiden, Ödön von Horváth UA 1937
- Filia hospitalis, Ferdinand Wittenbauer um 1885
- Filipa unterwegs, Ingeborg von Zadow UA 2006
- Film und Frau, Wolfgang Bauer UA 1971
- Der Findling, Ernst Barlach 1922
- Fiorenza, Thomas Mann
- Der Fisch mit dem goldenen Dolch, Richard Hey UA 1958
- Die Fische, Peter Hacks 1975
- Der Fiskus, Felicia Zeller UA 2020
- Ein Flaschenreich für die Erde, Hans Heinrich Formann 1966
- Florian Geyer, Gerhart Hauptmann 1896
- Floridsdorf, Friedrich Wolf 1953
- Das Floß der Medusa, Georg Kaiser 1942
- Die Flotte, Hermann Reich 1918
- Der Flüchtling, Fritz Hochwälder UA 1945
- Der Fluch des Galilei, Arthur Müller 1867
- Flucht nach Hinterwiesenthal, Renke Korn UA 1971
- Die Flucht nach Venedig, Georg Kaiser 1923
- Fortunatas Biß, Emil Gött
- Das Fossil, Carl Sternheim 1922
- Frank der Fünfte, Friedrich Dürrenmatt UA 1959
- Frankenstein am Main, Rainer Werner Fassbinder 1970
- Frankfurter Kreuz, Harald Mueller UA 1979
- Franziska, Frank Wedekind 1911
- Franziska Lesser, Armin Müller UA 1971
- Die Frau an der Jahrhundertwende, Elisabeth Bouneß 1900
- Die Frau auf dem Teller, Karl Christian Reh 1925
- Der Frauenarzt, Hans José Rehfisch 1928
- Frauenmut, Hermann Essig
- Das Frauen-Opfer, Georg Kaiser 1918
- Die Frauen von Utopia, Herbert Müller-Guttenbrunn 1914
- Die Frau im Fenster, Hugo von Hofmannsthal 1897
- Frau Flinz, Helmut Baierl UA 1961
- Freibrief, Gaston Salvatore UA 1977
- Die Freier, Joseph von Eichendorff 1832
- Der Freigeist, Joachim Wilhelm von Brawe 1757
- Der Freigeist, Gotthold Ephraim Lessing 1749
- Freiheit, Max Halbe 1913
- Die Freiheit, Herbert Kranz
- Freiheit für Clemens, Tankred Dorst 1960
- Freiheit in Krähwinkel, Johann Nestroy 1848
- Der Freiheitsbaum, Nikolaus Müller 1796
- Friedas Reise, Ingeborg von Zadow UA 1997
- Das Friedensfest, Gerhart Hauptmann 1889
- Friede wünschendes Teutschland, Johann Rist 1647
- Friedrich II., Karl Immermann 1828
- Friedrich und Anna, Georg Kaiser 1918
- Der fröhliche Weinberg, Carl Zuckmayer 1925
- Frühere Verhältnisse, Johann Nestroy UA 1862
- Frühlings Erwachen, Frank Wedekind 1891
- Frühlingsopfer, Eduard von Keyserling 1899
- Frühstückspause, Heinrich Henkel UA 1971
- Die Fuchsfalle, Richard Billinger 1941
- Die fünfte Jahreszeit, Lotte Ingrisch UA 1978
- Fünfzehn Schnüre Geld, Günther Weisenborn 1958
- Fünfzehn, Sechzehn, Siebzehn, Dieter Hirschberg UA 1978
- Für alle ein Jojo, Hans Heinrich Formann 1968
- Fuhrmann Henschel, Gerhart Hauptmann 1898
- Furcht und Elend des Dritten Reiches, Bertolt Brecht 1938

### G
- Gabriel Schillings Flucht, Gerhart Hauptmann 1906
- Gabriele Dambrone, Richard Billinger 1938
- Der Gärtner von Toulouse, Georg Kaiser 1938
- Gandha, Fritz von Unruh 1935
- Gas I, Georg Kaiser 1918
- Gas II, Georg Kaiser 1920
- Der Gast, Wilhelm von Scholz 1900
- Der Gastfreund, Franz Grillparzer UA 1821
- Das Gastmahl des Plato, Richard Specht 1895
- Gats, Georg Kaiser 1925
- Gawan, Eduard Stucken 1902
- Geburt der Jugend, Arnolt Bronnen 1914
- Die gefesselte Phantasie, Ferdinand Raimund 1827 UA 1828
- Gegen die Wand, Armin Petras UA 2007
- Die Gehaltserhöhung, Georges Perec 1972
- Geist und Fleisch, Wolfhart Spangenberg 1608
- Geist von Cranitz, Erich Köhler UA 1972
- Geisterbahn, Franz Xaver Kroetz UA 1975
- Geld, Herbert Asmodi UA 1976
- Die geliebte Dornrose, Andreas Gryphius 1660
- Das Gelübde, Heinrich Lautensack
- General Landt, Hedda Zinner UA 1957
- Genoveva, Friedrich Hebbel 1841 UA 1854
- Der gerettete Alkibiades, Georg Kaiser 1920
- Das gerettete Venedig, Hugo von Hofmannsthal 1905
- Gericht über Zarathustra, Reinhard Johannes Sorge 1912
- Gerichtet in der Stadt, Klaus Fehling UA 2005
- Das Gericht Salomonis, Wolfhart Spangenberg 1615
- Germanen und Römer, Gerhart Hauptmann 1882
- Germania, ein Trauerspiel, Pater Elias (Pseudonym) 1800
- Germania Tod in Berlin, Heiner Müller 1978
- Germinal, Yaak Karsunke UA 1974
- Der Gesang im Feuerofen, Carl Zuckmayer 1949
- Die Geschichten vom Dreizehnten, Helmut Baierl 1962
- Die Geschwister, Johann Wolfgang von Goethe UA 1776
- Die Gesellschaft des Abbé Chateauneuf, Eduard Stucken
- Gesellschaft im Herbst, Tankred Dorst UA 1960
- Das Gesetz in Dir, Erwin Guido Kolbenheyer 1931
- Das Gesicht, Siegfried Lenz UA 1964
- Die Gesichte der Simone Machard, Bertolt Brecht 1957
- Ein Geschlecht, Fritz von Unruh 1916
- Das Gespenst, August von Kotzebue
- Gespenster, Wolfgang Bauer UA 1974
- Ein Gespräch im Hause Stein über den abwesenden Herrn von Goethe, Peter Hacks 1976
- Geschichten aus dem Wiener Wald, Ödön von Horváth
- Gestern, Hugo von Hofmannsthal 1891
- Der gestiefelte Kater, Ludwig Tieck 1797
- Der gestohlene Gott, Hans Henny Jahnn 1925
- Der gestürzte Markgraf von Ancre, Christian Weise UA 1679
- Die Gewaltlosen, Ludwig Rubiner
- Die Gewehre der Frau Carrar, Bertolt Brecht 1937
- Das Gewitter, Karl Wagenfeld 1913
- Der Gigant, Richard Billinger 1937
- Gilgamesh, Raoul Schrott
- Gilles, Peter Härtling UA 1974
- Gisela Elsner - Blickwinkel 2017, Friederike Pöhlmann-Grießinger und Roland Eugen Beiküfner UA 2017
- Die gläserne Frau, Wilhelm von Scholz
- Glastüren, Alexander Lernet-Holenia 1939
- Der gläserne Pantoffel, Ferenc Molnár 1924
- Glaube Liebe Hoffnung, Ödön von Horváth 1936
- Glaube und Heimat, Karl Schönherr 1910
- Das Gleichgewicht, Botho Strauß
- Das Glück im Winkel, Hermann Sudermann 1895
- Die Glückskuh, Hermann Essig 1910
- Goldberg-Variationen, George Tabori 1991
- Die goldene Harfe, Gerhart Hauptmann 1933
- Die goldenen Straßen, Carl Hauptmann 1918
- Golden fließt der Stahl, Karl Grünberg UA 1950
- Der goldene Vogel, Armin Müller UA 1975
- Das goldene Vlies, Franz Grillparzer 1821
- Goncourt oder Die Abschaffung des Todes, Tankred Dorst UA 1977
- Göttinger Kantate, Günther Weisenborn 1957
- Götz von Berlichingen, Johann Wolfgang von Goethe 1774
- Gottes General, Franz Theodor Csokor 1939
- Gotthelm oder Mythos Claus, Michael Lentz UA 2007
- Die Gräfin von Rathenow, Hartmut Lange 1969
- Graf Grün oder Die Notwendigkeit der Räuber, Tankred Dorst 1965
- Graf Öderland, Max Frisch 1951
- Der Graf von Burgund, August von Kotzebue 1798
- Der Graf von Charolais, Richard Beer-Hofmann 1905
- Der Graf von Gleichen, Wilhelm Schmidtbonn 1908
- Der Graf von Ratzeburg, Ernst Barlach 1927
- Graf Waldemar, Gustav Freytag 1847
- Gregor und Heinrich, Erwin Guido Kolbenheyer 1934
- Grenzwacht, Hans Ehrke 1965
- Grischa, Henry von Heiseler 1916
- Griseldis, Friedrich Halm 1834
- Griseldis, Gerhart Hauptmann 1909
- Der Große Kurfürst, Hans Rehberg 1934
- Der große Wolf, Harald Mueller UA 1970
- Der Großinquisitor, George Tabori 1992
- Der Groß-Kophta, Johann Wolfgang von Goethe UA 1791
- Groß und klein, Botho Strauß 1978
- Große Schmährede an der Stadtmauer, Tankred Dorst UA 1961
- Die Großstadtluft, Oscar Blumenthal UA 1891
- Die große Sünde, Hermann Bahr
- Die große Wut des Philipp Hotz, Max Frisch UA 1958
- Großvater und Halbbruder, Thomas Hürlimann 1899
- Der grüne Kakadu, Arthur Schnitzler
- Der Gruftwächter, Franz Kafka 1917
- Gudrun, Carl Caro 1877
- Gudrun, Ernst Hardt 1911
- Guerillas, Rolf Hochhuth UA 1970
- Guevara oder Der Sonnenstaat, Volker Braun UA 1977
- Gust, Herbert Achternbusch 1984
- Gustav Wasa, August von Kotzebue 1801
- Der gute Mensch von Sezuan, Bertolt Brecht 1943
- Die guten Feinde, Günther Weisenborn 1936
- Gut gegen Nordwind, Daniel Glattauer 2009
- Die gutgeschnittene Ecke, Hermann Sudermann 1915
- Der G’wissenswurm, Ludwig Anzengruber 1874
- Gyges und sein Ring, Friedrich Hebbel 1889

### H
- Haben, Julius Hay 1938
- Häuptling Abendwind oder Das greuliche Festmahl, Johann Nestroy 1862
- Die Hagestolze, August Wilhelm Iffland
- Der Hahn, Stefan Schütz 1980
- Der Hahnenkampf, Heinrich Lautensack
- Der Hakim weiß es, Rolf Lauckner 1936
- Halbdeutsch, Harald Mueller UA 1970
- Ein halber Held, Herbert Eulenberg 1903
- Hamlet in Wittenberg, Gerhart Hauptmann UA 1935
- Hamletmaschine, Heiner Müller 1977
- Die Handwerker kommen, Peter Rühmkorf 1974
- Hanna Jagert, Otto Erich Hartleben 1893
- Hanneles Himmelfahrt, Gerhart Hauptmann UA 1893
- Hannibal, Christian Dietrich Grabbe 1918
- Hans Eschelbach - Worte und Werte, Friederike Pöhlmann-Grießinger und Roland Eugen Beiküfner 2018
- Hans Faust, Volker Braun UA 1968
- Hans im Schnakenloch, René Schickele
- Hans Kirch, Fritz Eckerle 1924
- Hanserl, Franz Buchrieser UA 1971
- Hartnäckig, Franz Xaver Kroetz 1971
- Die Hasenpfote, Hans Brennert 1901
- Die Haubenlerche, Ernst von Wildenbruch
- Der Hauptmann und sein Held, Claus Hubalek UA 1954
- Der Hauptmann von Köpenick, Carl Zuckmayer 1930
- Das Haus am Meer, Stefan Zweig 1911
- Das Haus der Temperamente, Johann Nestroy 1837
- Das Haus in Montevideo, Curt Goetz UA 1950
- Haushalt oder Die Sandhasen, Herwig Seeböck UA 1971
- Haut oder Hemd, Erik Neutsch UA 1971
- Hecuba, eine klägliche Tragödie, Wolfhart Spangenberg UA 1605
- Der heilige Crispin, Paul Ernst
- Die heilige Ehe, Hans Land 1892
- Das heilige Experiment, Fritz Hochwälder 1942 UA 1943
- Die heilige Johanna der Schlachthöfe, Bertolt Brecht 1959
- Heimarbeit, Franz Xaver Kroetz 1971
- Heimat, Franz Xaver Kroetz 1975
- Heimat, Hermann Sudermann UA 1893
- Die Heimkehr des Matthias Bruck, Sigmund Graff
- Heinrich und Heinrichs Geschlecht, Ernst von Wildenbruch
- Heinrich Schlaghands Höllenfahrt, Rainer Kirsch 1973
- Heinrich VIII. oder Der Ketzerkönig, Joachim Knauth UA 1955
- Die Heirat wider Willen, Hugo von Hofmannsthal 1910
- Heldenplatz, Thomas Bernhard
- Hellseherei, Georg Kaiser 1929
- Helm, Hans Günter Michelsen UA 1965
- Heloisa und Abaelard, Stefan Schütz UA 1978
- Henkersnachtmahl, Harald Mueller UA 1979
- Herakles, Frank Wedekind 1917
- Herakles 5, Heiner Müller UA 1974
- Herbstball, Stefan Dähnert
- Herkules und der Stall des Augias, Friedrich Dürrenmatt UA 1963
- Die Herberge, Fritz Hochwälder 1955 UA 1957
- Die Hermannsschlacht, Christian Dietrich Grabbe 1835–1836
- Die Hermannsschlacht, Heinrich von Kleist 1808
- Hermes in der Stadt, Lothar Trolle 1992
- Herodes und Mariamne, Friedrich Hebbel 1849
- Heroische Leidenschaften, Erwin Guido Kolbenheyer 1903
- Der Herr Karl, Helmut Qualtinger Carl Merz 1961
- Herr Puntila und sein Knecht Matti, Bertolt Brecht 1948
- Herrmann, Johann Elias Schlegel 1741
- Herzmündung, Lutz Hübner UA 1999
- Herzog Theodor von Gothland, Christian Dietrich Grabbe 1892
- Heute ist ein guter Tag, Ann-Christin Focke UA 2005
- Die Hexe von Passau, Richard Billinger 1935
- Hexenritt, Gerhart Hauptmann 1928
- Hexenspiel, Ingeborg von Zadow UA 2000
- Hidalla oder Karl Hetmann, der Zwergriese, Frank Wedekind 1905
- Hilfe, ich werde geheiratet!, Franz Xaver Kroetz UA 1968
- Hilferufe, Peter Handke UA 1967
- Der Himbeerpflücker, Fritz Hochwälder UA 1965
- Himmel sehen, Ann-Christin Focke UA 2006
- Himmel und Erde, Gerlind Reinshagen UA 1974
- Himmel und Hölle, Paul Kornfeld 1919
- Himmelfahrt zur Erde, Armin Stolper UA 1971
- Hin und Her, Ödön von Horváth, UA 1934
- Die Hinrichtung, Bernd Späth  UA 2000
- Hinkemann, Ernst Toller 1922
- Hiob, Oskar Kokoschka 1917
- Hiob, Joseph Roth
- Hochwasser, Günter Grass UA 1957
- Die Hochzeit der Sobeide, Hugo von Hofmannsthal 1899
- Die Hochzeit des Adrian Brouwer, Eduard Stucken
- Hochzeiter und Hochzeiterin, Josef Ruederer 1927
- Die Hochzeitsreise nach Heidelberg, Carl Caro 1880
- Höhenluft, Walter Vogt 1966
- Das höhere Leben, Hermann Sudermann
- Hölderlin, Peter Weiss UA 1971
- Hölle Weg Erde, Georg Kaiser 1919
- Das Hofgesind der Venus, Hans Sachs 1517
- Der Hofmeister oder Die Vorteile der Privaterziehung, Jakob Michael Reinhold Lenz UA 1774
- Hokuspokus, Curt Goetz
- Die Holländerbraut, Erwin Strittmatter UA 1960
- Hoppla, wir leben!, Ernst Toller 1927
- Der Horatier, Heiner Müller UA 1973
- Horizonte, Gerhard Winterlich UA 1968
- Horribilicribrifax oder Wählende Liebhaber, Andreas Gryphius 1657
- Die Hose, Carl Sternheim 1911
- Hotel du Commerce, Fritz Hochwälder 1943
- Hotel zur schönen Aussicht, Christoph Marthaler
- Hugo Grotius, August von Kotzebue
- Der Hulla, Paul Ernst 1906
- Der Hund des Generals, Heinar Kipphardt 1960
- Hundlich, Hans Hirschmüller UA 2005
- Der Hundsprozess, Hartmut Lange 1964 UA 1968
- Die Hungerkünstler, George Tabori 1977
- Die Hure Gerhild, Harald Sommer UA 1971
- Die Hussiten vor Naumburg im Jahr 1432, August von Kotzebue
- Der Hut von Joseph Beuys, Friederike Pöhlmann-Grießinger UA 2008
- Die Hypochonder, Botho Strauß 1971

### I
- Ich betone, daß ich nicht das geringste an der Regierung auszusetzen habe, Harald Sommer UA 1973
- Ich bin einem Mädchen begegnet, Rainer Kerndl UA 1969
- Ich und Du, Ingeborg von Zadow UA 1993
- Ich wollte meine Tochter läge tot zu meinen Füssen und hätte die Juwelen in den Ohren, George Tabori 1978
- Der Ignorant und der Wahnsinnige, Thomas Bernhard 1972
- Die Illegalen, Günther Weisenborn 1946
- Im Himmlischen Garten, Harald Hauser 1958
- Imelda Lambertazzi, Friedrich Halm 1838
- Im Maien, Johanna Wesselsky 1929
- Im Walde von Toulouse
- Die im Schatten leben, Emil Rosenow 1911
- In den Alpen, Elfriede Jelinek UA 2002
- In der Löwengrube, Felix Mitterer
- In der Sache J. Robert Oppenheimer, Heinar Kipphardt 1963
- Die Indianer in England, August von Kotzebue 1790
- In einer Nacht, Franz Werfel 1937
- In Ewigkeit Amen, Anton Wildgans 1913
- In Sachen Adam und Eva, Rudi Strahl UA 1969
- Indipohdi, Gerhart Hauptmann 1920
- Ingeborg, Curt Goetz 1921
- Iphigenie auf Tauris, Johann Wolfgang von Goethe 1779
- Iphigenie in Aulis, Gerhart Hauptmann 1943
- Iphigenie in Delphi, Friedrich Halm 1857
- Iphigenie in Delphi, Gerhart Hauptmann 1941
- Italienische Nacht, Ödön von Horváth 1941
- I Want You To Panic!, Achim Michael Hasenberg UA 2024

### J
- Jacke wie Hose, Manfred Karge 1982
- Jacobowsky und der Oberst, Franz Werfel 1944
- Die Jäger, August Wilhelm Iffland
- Die Jagdgesellschaft, Thomas Bernhard UA 1973
- Jagdszenen aus Niederbayern, Martin Sperr UA 1966
- Jahresringe, Lena Foellbach UA 1974
- Jahrmarktsfest zu Plundersweilern, Johann Wolfgang von Goethe UA 1778
- Jailhouse Blues, Jörg Graser
- Jan der Wunderbare, Friedrich Kayssler 1917
- Jean Henry Dunant oder Die Einführung der Zivilisation, Dieter Forte UA 1978
- Jeanne d’Arc, Max Mell 1957
- Jedermann, Hugo von Hofmannsthal 1911
- Ein Jedermann, Felix Mitterer
- Jehr, Fritz Hochwälder UA 1932
- Jenseits der Angst, Hans José Rehfisch 1959
- Jenseits vom Paradies, Herbert Asmodi UA 1955
- Jenseits von Gut und Böse oder Die letzten Tage der Reichskanzlei, Hartmut Lange 1974 UA 1975
- Jeremia, eine geistliche Tragödie, Wolfhart Spangenberg UA 1603
- Jeremias, Stefan Zweig 1917
- Jerusalem Jerusalem, Konrad Wünsche UA 1966
- Joel Brand, Heinar Kipphardt UA 1965
- Johann Christian Günther, Adolf Bartels 1889
- Johann Georg Elser, Peter Paul Zahl
- Johann Orth, Friedrich Schreyvogl
- Johanna von Döbeln, Helmut Baierl UA 1969
- Johanna von Montfaucon, August von Kotzebue
- Johannisfeuer, Hermann Sudermann 1898
- Johannistrieb, Marie Knitschke 1892
- Josephine, Hermann Bahr
- Josephus, Jakob Bidermann 1615
- Die Journalisten, Gustav Freytag 1852
- Juana, Georg Kaiser 1919
- Juarez und Maximilian, Franz Werfel 1924
- Jubiläum, George Tabori 1983
- Der Judas von Tirol, Karl Schönherr 1927
- Die Jüdin von Toledo, Franz Grillparzer 1855 UA 1872
- Die jüdische Witwe, Georg Kaiser 1911
- Die Juden, Gotthold Ephraim Lessing 1749
- Die Judenbank, Reinhold Massag UA 1995
- Jud Süß, Paul Kornfeld UA 1930
- Der Jude von Konstanz, Wilhelm von Scholz 1905
- Judith, Friedrich Hebbel 1840
- Judith, Rolf Hochhuth 1984
- Judith und Holofernes, Johann Nestroy 1849
- Jugend, Max Halbe 1893
- Julia, Friedrich Hebbel 1847
- Julius von Tarent, Johann Anton Leisewitz 1776
- Der junge Baron Neuhaus, Stefan Kamare 1933
- Der junge Gelehrte, Gotthold Ephraim Lessing 1747
- Der junge Luther, Adolf Bartels 1900
- Die jungen Ritter vor Sempach, Henry von Heiseler 1907
- Der junge Parzival, Henry von Heiseler 1923
- Die junge Welt, Frank Wedekind 1908
- Die Jungfern vom Bischofsberg, Gerhart Hauptmann 1906
- Die Jungfrau von Orléans, Friedrich Schiller UA 1801
- Juristen, Rolf Hochhuth 1979
- Einen Jux will er sich machen, Johann Nestroy UA 1842

### K
- Kabale und Liebe, Friedrich Schiller UA 1784
- Das Käthchen von Heilbronn, Heinrich von Kleist 1810
- Kain, Anton Wildgans 1920
- Kaiser Franz Joseph I. von Österreich, Richard Duschinsky
- Kaiser Joseph und die Bahnwärterstochter, Fritz von Herzmanovsky-Orlando
- Kaiser Karls Geisel, Gerhart Hauptmann 1907
- Kaiser Maxens Brautfahrt, Gerhart Hauptmann 1923
- Der Kaiser und die Hexe, Hugo von Hofmannsthal 1897
- Des Kaisers Soldaten, Hermann Essig 1915
- Kakadu-Kakada, Carl Zuckmayer 1929
- Das kalte Licht, Carl Zuckmayer 1955
- Kampf ums Reich, Wolfgang Goetz
- Der Kammersänger, Frank Wedekind 1897
- Die Kampagne, Joachim Knauth 1963
- Der Kampf ums Rosenrote, Ernst Hardt
- Die Kannibalen, George Tabori 1969
- Kap der Unruhe, Alfred Matusche UA 1970
- Kaprun, Arnolt Bronnen 1955
- Karagöz in Alamania, Emine Sevgi Özdamar UA 1982
- Karandasch, Gottfried Benn 1917
- Die Karlsschüler, Heinrich Laube 1846
- Kasimir und Karoline, Ödön von Horváth 1932
- Kaspar, Peter Handke UA 1968
- Kaspar Hauser - Ein Stück Leben, Florian Dietel 2025
- Kassandra, Paul Ernst
- Die Kassette, Carl Sternheim 1911
- Kater Lampe, Emil Rosenow 1902
- Katharina Knie, Carl Zuckmayer UA 1928
- Katharina von Georgien, Andreas Gryphius 1651
- Katte, Hermann Burte 1914
- Die Katze, Otto F. Walter UA 1967
- Katzelmacher, Rainer Werner Fassbinder UA 1968
- Katzengold, Horst Salomon UA 1964
- Katzgraben, Erwin Strittmatter 1953
- Der Kaufmann von Berlin, Walter Mehring 1929
- Der kaukasische Kreidekreis, Bertolt Brecht 1954
- Kaution, Hans Lucke 1955
- Kein Licht., Elfriede Jelinek UA 2011
- Kein Platz für Idioten, Felix Mitterer UA 1977
- Der Keller, Hans Lucke UA 1957
- Kellers Abend, Adolf Muschg UA 1975
- Kennen Sie die Milchstraße?, Karl Wittlinger UA 1956
- Das Kerbelgericht, Adolf Muschg UA 1971
- Der keusche Joseph, Christian Weise 1690
- Kiez, Peter Greiner UA 1980
- Kilian oder Die gelbe Rose, Paul Kornfeld 1926
- Die Kinder Godunófs, Henry von Heiseler 1923
- Die Kinder (Bahr), Hermann Bahr
- Die Kindermörderin, Heinrich Leopold Wagner UA 1777
- Das Kind der Liebe, August von Kotzebue UA 1790
- Kinder und Narren, Frank Wedekind 1890
- Ein Kinderspiel, Martin Walser 1969
- Kindsmord, Peter Turrini UA 1973
- Kipper Paul Bauch, Volker Braun 1966 UA 1972
- Klamms Krieg, Kai Hensel UA 2000
- Klara und der Gänserich, Armin Stolper UA 1973
- Klarissas halbes Herz, Max Brod
- Die Kleinbürgerhochzeit, Bertolt Brecht 1919
- Kleine Fallen für die Füchse, Claus Hubalek UA 1957
- Kleine Gefängnisse Große Fluchten, Friederike Pöhlmann-Grießinger (deutsche Bearbeitung; US Original von Drew Katzman) UA 2011
- Kleine Sklavin, Anton Dietzenschmidt 1918
- Das kleine Welttheater oder Die Glücklichen, Hugo von Hofmannsthal 1897
- Das kleine Weltwirtshaus, Siegfried Freiberg 1951
- Klettwitzer Berichte, Heiner Müller 1958
- Klopfzeichen 7, Günther Weisenborn 1968
- Klopfzeichen. Leuchtfeuer. Rauchsignale., Klaus Fehling UA 2003
- Knut der Herr, Detlev von Liliencron 1885
- König David, René Morax UA 1921
- König David, Reinhard Johannes Sorge
- König Hahnrei, Georg Kaiser 1913
- Eine Königin, Friedrich Halm 1857
- König Ludwig I. und Lola Montez, Hans Hirschmüller
- König Nicolo oder So ist das Leben, Frank Wedekind 1901
- König Ottokars Glück und Ende, Franz Grillparzer 1823 UA 1825
- Der König und die Tänzerin, Lion Feuchtwanger 1917
- Das Königreich, Karl Schönherr 1908
- Kohlhaas, Stefan Schütz UA 1978
- Kolberg, Paul Heyse
- Kollege Crampton, Gerhart Hauptmann UA 1892
- Kollegen, Renke Korn UA 1973
- Kolonne Immergrün, Hans Brennert 1931
- Kolportage, Georg Kaiser 1924
- Komödie der Verführung, Arthur Schnitzler 1924
- Der konfuse Zuschauer, Johann Nestroy 1854
- Kong - Monolog für einen fremden Helden, Klaus Fehling 2009
- Konrad oder das Kind aus der Konservenbüchse, Christine Nöstlinger
- Konradin von Hohenstaufen, Konrad Weiß 1938
- Der Kontrabaß, Patrick Süskind 1981
- Die Kontrakte des Kaufmanns, Elfriede Jelinek UA 2009
- Das Konzert, Hermann Bahr UA 1909
- Die Koralle, Georg Kaiser 1917
- Koralle Meier, Martin Sperr 1969
- Korczak und die Kinder, Erwin Sylvanus UA 1957
- Die Korrektur, Heiner Müller 1957/1958
- Kräfte, August Stramm 1915
- Der Krampus, Hermann Bahr
- Kranichtanz, Carl Zuckmayer 1961
- Krankheit der Jugend, Ferdinand Bruckner
- Das Kreuz an der Ostsee, Zacharias Werner 1806
- Die Kreuzelschreiber, Ludwig Anzengruber 1872
- Die Kreuzigung Christi, Viktor Hardung 1889
- Kreuzweg, Carl Zuckmayer 1920
- Krieg den Philistern, Joseph von Eichendorff 1823
- Krisis, Rolf Lauckner
- Die Krönung Richard III., Hans Henny Jahnn 1920
- Die Kummideesitzung, Karl Schaffnit 1887
- Kuriöser Körbelmacher, Christian Weise UA 1702
- Die Kurve, Tankred Dorst UA 1960
- Kybernetische Hochzeit, Lotte Ingrisch UA 1974

### L
- Die Lachtaube, Helmut Baierl 1974
- Lady Liljas Hauer, Peter Greiner UA 1978
- Die Lästigen, Hugo von Hofmannsthal, UA 1917
- Das Lamm der Armen, Stefan Zweig 1930
- Der Lampenschirm, Curt Goetz 1911
- Lancelot, Eduard Stucken 1909
- Landschaft mit Figuren, Wolfgang Hildesheimer UA 1959
- Landshuter Erzählungen, Martin Sperr UA 1967
- Die lange Jule, Carl Hauptmann 1912
- Die lange Nacht der Detektive, Urs Widmer UA 1973
- Der lange Weg zu Lenin, Helmut Baierl UA 1970
- La Notte Italiana – Die Reise ans Ende der Gleichgültigkeit, Mario Wurmitzer UA 2024
- Lanval, Eduard Stucken 1903
- La Peyrouse, August von Kotzebue 1898
- Lappschieß, Hans Günter Michelsen UA 1964
- Laternenfest, Hans Pfeiffer 1955
- Die Laune des Verliebten, Johann Wolfgang von Goethe UA 1779
- Lazaretti oder Der Säbeltiger, Fritz Hochwälder 1975
- Leben des Galilei, Bertolt Brecht 1947
- Das Leben des Horace A. W. Tabor, Carl Zuckmayer 1964
- Das Leben ein Traum, Joseph Schreyvogel 1817
- Das Leben trennt, der Tod eint, Alois Außerer 1913
- Leben und Tod der heiligen Genoveva, Ludwig Tieck 1799
- Leben und Tod des kleinen Rothkäppchens, Ludwig Tieck 1800
- Leben und Tod der Marilyn Monroe, Gerlind Reinshagen UA 1971
- Le Corbusier baut Berliner Flughafen, Friederike Pöhlmann-Grießinger und Roland Eugen Beiküfner
- Die Lederköpfe, Georg Kaiser 1928
- Legende eines Lebens, Stefan Zweig 1918
- Das leidende Weib, Friedrich Maximilian Klinger 1774
- Ein Leidensweg, Jakob Scherek 1911
- Leinen aus Irland, Stefan Kamare 1918
- Leistungskontrolle, Hedda Zinner 1961
- Leitfaden, Max Ernst 1964
- Die letzte Station, Erich Maria Remarque 1956
- Die letzten Masken, Arthur Schnitzler 1901
- Die letzten Tage der Menschheit, Karl Kraus
- Das Liebeskonzil, Oskar Panizza 1894
- Der Liebestrank, Frank Wedekind 1892
- Das Lied meines Weges, Alfred Matusche UA 1969
- Leo Armenius, Andreas Gryphius 1646
- Leonce und Lena, Georg Büchner 1836
- Les adieux oder Die Schlacht bei Stötteritz, Konrad Wünsche UA 1964
- Letzte Nacht im September, George Tabori 1997
- Letzter Sommer in Heidkau, Helmut Sakowski UA 1965
- Leuchtfeuer, Herbert Reinecker 1944
- Leyla, Leyla, Erdal und Gretel Merdan 1986
- Libussa, Franz Grillparzer 1848 UA 1874
- Liebe, Anton Wildgans 1916
- Liebe in Florenz, Fritz Hochwälder UA 1939
- Liebelei, Arthur Schnitzler 1895
- Lieber Fritz, Franz Xaver Kroetz 1970 UA 1975
- Liebesgeschichten und Heurathssachen, Johann Nestroy 1843
- Li-Lifan oder Das Glück der Konkubinen, Günther Weisenborn 1963
- Liliom, Ferenc Molnár 1909
- LKW, Gerhard Kelling UA 1976
- Das Lob des Landes, Richard Billinger 1933
- Lobgesänge des Claudian, Hermann Sudermann 1914
- Lofter oder Das zweite Gesicht, Günther Weisenborn 1956
- Lohnhof, Heinrich Henkel 1996
- Der Lohndrücker, Heiner Müller 1956
- Die Lokalbahn, Ludwig Thoma 1901
- Lombard gibt den Letzten, Peter Rühmkorf UA 1972
- Lope de Vega, Adolf Bartels 1886
- Ein Lorbaß, Horst Salomon UA 1967
- Lord Byron kommt aus der Mode, Max Brod 1929
- Das Los des Ossian Balvesen, Georg Kaiser 1932
- Lottchens Geburtstag, Ludwig Thoma 1911
- Louis Ferdinand, Prinz von Preußen, Fritz von Unruh 1913
- Lovely Rita, Thomas Brasch UA 1978
- Lucie de Beaune, Igor Bauersima, UA 2005
- Lucifer, Richard Dehmel 1899
- Der Lügner und die Nonne, Curt Goetz 1928
- Lützower, Hedda Zinner UA 1955
- Lulu live, Günter SenkelFeridun Zaimoglu UA 2005
- Lumpengesindel, Ernst von Wolzogen 1892
- Der Luzerner Löwe, Heinrich August Schumacher 1821
- Lysiane, Richard Hey UA 1963

### M
- M, George Tabori 1985
- Die Macht der Gewohnheit, Thomas Bernhard UA 1974
- Madame Legros, Heinrich Mann 1913
- Das Mädchen aus der Fremde, Franz von Schönthan 1880
- Das Mädchen aus der Feenwelt oder Der Bauer als Millionär, Ferdinand Raimund 1826 UA 1826
- Das Mädchen mit Millionen oder Die Nähterin, Johann Nestroy 1852
- Das Mädel aus der Vorstadt oder Ehrlich währt am längsten, Johann Nestroy 1841
- Die Männerfrage, Heinrich Lautensack
- Männersache, Franz Xaver Kroetz UA 1972
- Das Märchen vom Wolf, Ferenc Molnár 1912
- März, ein Künstlerleben, Heinar Kipphardt UA 1980
- Magdalena, Ludwig Thoma 1912
- Magic Afternoon, Wolfgang Bauer UA 1968
- Die magische Laterne, Henry von Heiseler
- Magister Tinius, Paul Gurk 1936
- Magnetküsse, Wolfgang Bauer UA 1976
- Magnus Garbe, Gerhart Hauptmann 1915
- Makart, Richard Duschinsky
- Die Makkabäer, Otto Ludwig 1852
- Die Marneschlacht, Paul Joseph Cremers
- Mammons Sold, Wolfhart Spangenberg 1613
- Mann ist Mann, Bertolt Brecht 1926
- Der Mann mit dem Vogel, Hedda Zinner 1952
- Manon Lescaut, Carl Sternheim 1921
- Manuel und die Giraffen, Hans Heinrich Formann 1965
- Margarete in Aix, Peter Hacks 1966 UA 1969
- Maria da Molina, Friedrich Halm 1847
- Maria Magdalena, Friedrich Hebbel 1846
- Maria Stuart, Friedrich Schiller
- Marianne, Carl Hauptmann 1894
- Marie von Brinvilliers, Liebende, Giftmischerin und Marquise, Herbert Asmodi 1971
- Die Marquise von Arcis, Carl Sternheim 1919
- Der Marquis von Keith, Frank Wedekind 1900
- Marski, Hartmut Lange 1963 UA 1966
- Martinisommer, Toni Bernhart UA 2006
- Martin Lehnhardt. Ein Kampf um Gott, Cäsar Flaischlen 1894
- Martin Luther, Ernst August Friedrich Klingmann 1809
- Martin Luther oder Die Weihe der Kraft, Zacharias Werner UA 1806
- Martin Luther & Thomas Münzer oder Die Einführung der Buchhaltung, Dieter Forte UA 1970
- Mary Stuart, Wolfgang Hildesheimer UA 1970
- März, ein Künstlerleben, Heinar Kipphardt UA 1980
- Masada, George Tabori 1988
- Maschinenstürmer, Ernst Toller 1921
- Masse Mensch, Ernst Toller 1919
- Die Massen von Hsunhi, Gerhard Kelling UA 1975
- Die Massenmörderin und ihre Freunde, George Tabori 1995
- Die Maßnahme, Bertolt Brecht
- Die Matrosen von Cattaro, Friedrich Wolf 1930
- Die Mausefalle, Gustav von Wangenheim 1931
- Mauser, Heiner Müller UA 1975
- Mauserung, Emil Gött 1908
- McKinsey kommt, Rolf Hochhuth
- Die Medaille, Ludwig Thoma 1901
- Medea, Franz Grillparzer 1821
- Medea, Hans Henny Jahnn 1925
- Medea in Korinth, Friedrich Maximilian Klinger 1786
- Des Meeres und der Liebe Wellen, Franz Grillparzer UA 1831
- Meier Helmbrecht, Fritz Hochwälder UA 1946
- Meierbeths Glück und Ende, Joseph von Eichendorff 1827
- Der Meineidbauer, Ludwig Anzengruber 1871
- Mein Kampf, George Tabori 1987
- Der Meister, Hermann Bahr 1903
- Der Meister von Palmyra, Adolf Wilbrandt
- Melusine, Richard Billinger 1940
- Memmingen, Bettina Fless 1989
- Memory Hotel, Wolfgang Bauer UA 1980
- Mensch Meier, Franz Xaver Kroetz UA 1978
- Die Menschen, Walter Hasenclever 1918
- Die Menschenfresser, Herbert Asmodi UA 1961
- Menschenhass und Reue, August von Kotzebue UA 1789
- Merlin, Karl Immermann 1832
- Merlins Geburt, Eduard Stucken 1913
- Meroe, Wilhelm von Scholz 1906
- Die Merowinger, Detlev von Liliencron 1888
- Mesalliance, aber wir ficken uns prächtig, Werner Schwab 1992
- Metanoeite, Reinhard Johannes Sorge
- Der Meteor, Friedrich Dürrenmatt 1965 UA 1966
- Michael Kramer, Gerhart Hauptmann 1900
- Michel Angelo, Friedrich Hebbel 1850
- Michel Michael, Richard Dehmel 1911
- Michis Blut, Franz Xaver Kroetz 1969
- Mieze und Maria, Georg Hirschfeld
- Ein mildes Urteil, Friedrich Halm 1840
- Der Millionenschmidt, Horst Kleineidam UA 1962
- Minetti, Thomas Bernhard UA 1976
- Der Ministerpräsident, Wolfgang Goetz
- Minna von Barnhelm, Gotthold Ephraim Lessing 1767
- Das Mirakel, Karl Gustav Vollmoeller 1911
- Der Misogyn, Gotthold Ephraim Lessing 1747
- Miss Rollschuh, Fritz von Unruh 1941
- Miss Sara Sampson, Gotthold Ephraim Lessing UA 1755
- Mississippi, Georg Kaiser 1928
- Der Mitmacher, Friedrich Dürrenmatt UA 1973
- Der Mitmensch, Richard Dehmel 1895
- Die Mitschuldigen, Johann Wolfgang von Goethe
- Die Mittagsgöttin, Franz Werfel 1919
- Mohrenwäsche, Herbert Asmodi UA 1964
- Die Mohrin, Tankred Dorst UA 1964
- Mohr von Wien, Karl Meis 1806
- Moral, Ludwig Thoma 1906
- Mord, Walter Hasenclever UA 1926
- Mörder, Hoffnung der Frauen, Oskar Kokoschka 1907
- Morgen kommt der Schornsteinfeger, Claus Hammel UA 1967
- Die Morgenröte, Josef Ruederer 1904
- Morituri, Hermann Sudermann 1896
- Moritz Tassow, Peter Hacks UA 1965
- Mudder Mews, Fritz Stavenhagen 1904
- Der Müll, die Stadt und der Tod, Rainer Werner Fassbinder 1976
- Müller, Kohlenbrenner und Sesseltrager oder die Träume von Schale und Kern, Johann Nestroy 1834
- Der Müller von Sanssouci, Peter Hacks 1958
- Münchhausen, Herbert Eulenberg 1900
- Münchner Freiheit, Martin Sperr UA 1971
- Münchner Kindl, Franz Xaver Kroetz 1973
- Das Mündel will Vormund sein, Peter Handke 1969
- Die Mütter, Georg Hirschfeld
- Murx den Europäer, Christoph Marthaler
- Musik, Frank Wedekind 1906
- Das Musikantendorf, Heinz Lorenz-Lambrecht 1934
- Der mutige Seefahrer, Georg Kaiser 1925
- Die Mutter (Bahr), Hermann Bahr
- Die Mutter, Bertolt Brecht 1932
- Mutter Courage und ihre Kinder, Bertolt Brecht 1941
- Mutter Erde, Max Halbe 1897
- Mutter Landstraße, Wilhelm Schmidtbonn
- Mutter Sorge, Rudolf Hawel 1901
- Mutters Courage, George Tabori 1979
- Mythenspiel, Herbert Meier 1991

### N
- Das Nachfolge-Christi-Spiel, Max Mell 1927
- Der Nachfolger, Reinhard Raffalt 1962
- Die Nacht der Hirten, Henry von Heiseler
- Die Nacht, in der der Chef geschlachtet wurde, Heinar Kipphardt 1967
- Nacht mit Gästen, Peter Weiss 1962 UA 1963
- Nachtblind, Darja Stocker 2006
- Eine Nacht in Florenz, Paul Ernst 1905
- Nachtland, Marius von Mayenburg UA 2022
- Nachtlogis, Hans Pfeiffer 1955
- Nachsaison, Herbert Asmodi UA 1959
- Nachtstück, Wolfgang Hildesheimer 1962
- Nachtwache, Manfred Bieler UA 1964
- Nachtzug, Herbert Reinecker UA 1963
- Nacktes Gras, Alfred Matusche UA 1958
- Nante, Hans Brennert 1941
- Napoleon Bonaparte, Carl Hauptmann 1910
- Napoleon in New Orleans, Georg Kaiser 1941
- Napoleon oder Die hundert Tage, Christian Dietrich Grabbe 1831
- Der Narr und seine Frau heute abend in Pancomedia, Botho Strauß
- Das Narrenfest, Stegreifkomödie des Schauspielers, Regisseurs und Dozenten Tom Witkowski 1994
- Nathan der Weise, Gotthold Ephraim Lessing 1783
- Nathans Tod, George Tabori 1991
- Die natürliche Tochter, Johann Wolfgang von Goethe UA 1803
- Der natürliche Vater, Herbert Eulenberg 1907
- Nausikaa, Karl Mickel UA 1968
- Der Nebbich, Carl Sternheim
- Nebeneinander, Georg Kaiser 1923
- Neithardt von Gneisenau, Wolfgang Goetz UA 1922
- Nepal, Urs Widmer UA 1977
- Das Nest, Franz Xaver Kroetz 1974 UA 1975
- Die Neuberin, Günther Weisenborn 1935
- Die neue Arria, Friedrich Maximilian Klinger 1776
- Das neue Jahrhundert, August von Kotzebue 1801
- Der neue Mendoza oder Die Geschichte des cumbanischen Prinzen Tandi, Jakob Michael Reinhold Lenz 1774
- Die neuen Leiden des jungen W., Ulrich Plenzdorf UA 1972
- Die neuen Menschen, Hermann Bahr 1887
- Neuer Lübecker Totentanz, Hans Henny Jahnn 1931
- Die Nibelungen, Friedrich Hebbel 1861
- Der Nibelunge Not, Max Mell 1951
- Nichts Neues aus Hollywood, Curt Goetz 1956
- Nickel und die sechsunddreißig Gerechten, Hans José Rehfisch 1925
- Night-step, Harald Hauser 1962
- Nina, Bruno Frank 1931
- Ninon de Lenclos, Paul Ernst 1910
- Ninon de Lenclos, Ernst Hardt 1905
- Noch zehn Minuten bis Buffalo, Günter Grass UA 1959
- Noli me tangere, Georg Kaiser 1922
- Die Nonnen von Kemnade, Alfred Döblin 1921
- Nordost, Torsten Buchsteiner UA Stockholm 2006
- Norway.today, Igor Bauersima UA 2000
- November in Österreich, Richard Duschinsky
- Nun singen sie wieder, Max Frisch UA 1945
- Nur keck, Johann Nestroy 1842

### O
- Oaha, Frank Wedekind 1908
- Oberösterreich, Franz Xaver Kroetz UA 1972
- Oberst Chabert, Hans José Rehfisch 1955
- Odysseus, Reinhard Johannes Sorge
- Odysseus muß wieder reisen, Kurt Klinger UA 1954
- Der öffentliche Ankläger, Fritz Hochwälder 1947 UA 1948
- Offiziere, Fritz von Unruh 1911
- Oktobertag, Georg Kaiser 1928
- Olaf und Albert, Heinrich Henkel UA 1973
- Ollapotrida, Alexander Lernet-Holenia
- Olympia, Ferenc Molnár 1928
- Omelette surprise, Axel von Ambesser 1979
- Omphale, Peter Hacks 1970
- Onkel, Onkel, Günter Grass UA 1958
- Das Opfer der Agnete, Georg Kaiser 1937
- Das Opfer Helena, Wolfgang Hildesheimer UA 1959
- Der Opfergang des Johann Philipp Palm, Joseph Pergher 1939
- Das Opfer in Arkadia, Franz Werfel 1913
- Der Opfer-Tod, August von Kotzebue 1798
- Die Opferung, Hans Kaltneker
- Orest und Pylades, Johann Elias Schlegel 1739
- Orfeus, Peter Greiner UA 1978
- Orpheus und Eurydike, Oskar Kokoschka 1919
- Oscar Wilde, Carl Sternheim 1925
- Österreichische Komödie, Alexander Lernet-Holenia 1926
- Ostpolzug, Arnolt Bronnen 1926
- Ostrom, Alfred Brust
- Otto, Friedrich Maximilian Klinger 1774
- Ozean, Friedrich von Gagern 1921

### P
- Paare, Passanten, Botho Strauß 1981
- Pachter Feldkümmel von Tippelskirchen, August von Kotzebue
- Die Päpstin Johanna, Adolf Bartels 1892
- Pagenstreiche, August von Kotzebue
- Palme oder Der Gekränkte, Paul Kornfeld 1924
- Pankratz erwacht, Carl Zuckmayer 1923
- Panoptikum, Ferenc Molnár 1949
- Pantalon und seine Söhne, Paul Ernst
- Der Papagoy, August von Kotzebue 1808
- Die Papiermühle, Georg Kaiser 1926
- Papinianus, Andreas Gryphius 1659
- Paracelsus, Richard Billinger
- Pardon wird nicht gegeben, Herbert Asmodi UA 1958
- Der Park, Botho Strauß 1983
- Das Partikular, Botho Strauß 2000
- Partner, Renke Korn UA 1970
- Party for Six, Wolfgang Bauer UA 1967
- Die Passion, Wilhelm Schmidtbonn
- Pastor Ephraim Magnus, Hans Henny Jahnn 1917
- Pastor Hall, Ernst Toller 1938
- Pastorale oder Die Zeit für Kakao, Wolfgang Hildesheimer 1958
- Der Patriot, Alfred Neumann 1926
- Patrioten, Friedrich Wolf 1946
- Paula Ludwig-Freundschaften und Wege, Friederike Pöhlmann-Grießinger und Roland Eugen Beiküfner UA 2018
- Paulus unter den Juden, Franz Werfel 1926
- Peep Show, George Tabori 1984
- Pension Schöller, Wilhelm Jacoby und Carl Laufs
- Penthesilea, Heinrich von Kleist 1806/1807 UA 1811
- Perchtenspiel, Richard Billinger
- Ein permanenter Dämmerschoppen, Richard Hey UA 1969
- Persephone, Paul Gurk 1922
- Peter Brauer, Gerhart Hauptmann 1921
- Peter und Alexej, Henry von Heiseler 1912
- Der Pfarrer von Kirchfeld, Ludwig Anzengruber 1870
- Die Pfarrhauskomödie, Heinrich Lautensack 1910 UA 1920
- Pfingstläuten, Harald Kuhlmann 1977
- Pflicht zur Sünde, Leopold Ahlsen UA 1952
- Phaea, Fritz von Unruh 1930
- Der Phantast, Curt Langenbeck 1948
- Philemon Martyr, Jakob Bidermann UA 1618
- Philemon und Baukis, Leopold Ahlsen UA 1956
- Philoktet, Heiner Müller 1958
- Die Physiker, Friedrich Dürrenmatt 1959 UA 1962
- Philotas, Gotthold Ephraim Lessing 1758
- Pinkville, George Tabori 1971
- Pioniere in Ingolstadt, Marieluise Fleißer 1926
- Planspiel, Hans Günter Michelsen UA 1969
- Play Strindberg, Friedrich Dürrenmatt
- Die Plebejer proben den Aufstand, Günter Grass UA 1966
- Politica dramatica, das ist Die Edle Regimentskunst, Johann Sebastian Mitternacht UA 1667
- Politik, Egmont Colerus 1927
- Polly oder Die Bataille am Bluewater Creek, Peter Hacks
- Polterabend, Horst Kleineidam UA 1974
- Pompinien, Ingeborg von Zadow UA 1995
- Porträt eines Planeten, Friedrich Dürrenmatt UA 1970
- Die portugalesische Schlacht, Ernst Penzoldt 1931
- Der Präsident, Thomas Bernhard UA 1975
- Der Präsident, Georg Kaiser 1927
- Pre-Paradise Sorry Now, Rainer Werner Fassbinder UA 1969
- Predigt in Litauen, Rolf Lauckner 1919
- Preußengeist, Paul Ernst 1914
- Prima Ballerina, Hugo von Hofmannsthal 1917
- Prinz Dschem, Josef Ruederer 1920
- Prinz Friedrich von Homburg, Heinrich von Kleist 1811
- Prinz Zerbino oder Die Reise nach dem guten Geschmack, Ludwig Tieck 1798
- Das Prinzip, Hermann Bahr
- Probekandidat, Max Dreyer 1899
- Das Produkt, Franz Buchrieser UA 1976
- Professor Bernhardi, Arthur Schnitzler 1908
- Professor Mamlock, Friedrich Wolf UA 1934
- Der Protagonist, Georg Kaiser 1920
- Prozeß in Nürnberg, Rolf Schneider UA 1968
- Die Prüfung des Meister Tilman, Sigmund Graff
- Publikumsbeschimpfung, Peter Handke UA 1966
- Push Up 1-3, Roland Schimmelpfennig

### Q
- Quartett, Heiner Müller 1981
- Die Quitzows, Ernst von Wildenbruch
- Querelle, Rainer Werner Fassbinder 1982, nach Jean Genet
- Quodlibet, Peter Handke UA 1970

### R
- Die Räuber, Friedrich Schiller 1779
- Die Räumung, Dieter Hirschberg UA 1974
- Die Rantzau und die Pogwisch, Detlev von Liliencron 1886
- Die Raschhoffs, Hermann Sudermann 1919
- Raststätte oder Sie machens Alle, Elfriede Jelinek UA 1994
- Die Ratten, Gerhart Hauptmann 1910
- Der Rattenfänger, Carl Zuckmayer 1974
- Der Raub der Sabinerinnen, Franz und Paul von Schönthan 1884
- Rauhnacht, Richard Billinger 1931
- Ravensbrücker Ballade, Hedda Zinner UA 1961
- Der Regenwettermann, Alfred Matusche UA 1968
- Der Rehbock oder Die schuldlosen Schuldbewußten, August von Kotzebue 1815
- Das Reich Gottes in Böhmen, Franz Werfel 1930
- Reigen, Arthur Schnitzler 1896/1897
- Rein Gold, Elfriede Jelinek UA 2014
- Die Reise des Engin Özkartal von Nevsehir nach Herne und zurück, Renke Korn UA 1975
- Reise nach Ursprung, Richard Billinger 1932
- Rektor Kleist, Georg Kaiser 1905
- Reparationen, Arnolt Bronnen 1927
- Requiem für einen Spion, George Tabori 1993
- Der Retter, Walter Hasenclever 1915
- Revolution des Herzens, Felix Moeschlin
- Rheinische Rebellen, Arnolt Bronnen 1925
- Die Richterin, Herbert Kranz
- Der Ring des Gauklers, Max Halbe 1912
- Risiken und Nebenwirkungen, Klaus Fehling UA 2008
- Der Ritt über den Bodensee, Peter Handke UA 1971
- Ritter, Dene, Voss, Thomas Bernhard 1986
- Ritter Blaubart, Herbert Eulenberg 1905
- Ritter Blaubart, Ludwig Tieck 1796
- Ritter Lanval, Paul Ernst 1905
- Riviera, Ferenc Molnár 1927
- Robert Emmet, Wolfgang Goetz
- Robert Guiskard, Heinrich von Kleist 1808
- Robinson soll nicht sterben, Friedrich Forster 1932
- Roll Over Beethoven, Peter Greiner UA 1978
- Rom oder Die zweite Erschaffung der Welt, Claus Hammel UA 1975
- Romeo und Julia in Berlin, Gerd Oelschlegel UA 1957
- Romulus der Grosse, Friedrich Dürrenmatt 1948 UA 1949
- Rosamunde Floris, Georg Kaiser 1938
- Rose Bernd, Gerhart Hauptmann 1903
- Rosengarten, Fritz von Unruh 1923
- Rosenmontag, Otto Erich Hartleben 1900
- Rösikes Geist, Georg Hirschfeld 1914
- Rosse, Richard Billinger 1931
- Der rote Bräutigam, Lotte Ingrisch UA 1974
- Der rote Hahn, Gerhart Hauptmann 1901
- Die rote Mühle, Ferenc Molnár 1922
- Die Rotte Kain, Hans Erich Nossack 1949
- Rotter, Thomas Brasch UA 1977
- Rozznjogd, Peter Turrini 1967
- Rübezahl, Wolfgang Menzel 1829
- Die Rückkehr, Matthäus von Collin 1814
- Die Rückkehr des Alkestis, Henry von Heiseler
- Rückkehr in die Wüste, Bernard-Marie Koltès 1988
- Der Rubin, Friedrich Hebbel 1849
- Ruhmlose Helden, Paul Busson 1904
- Ruhrkampfrevue, Yaak Karsunke UA 1975
- Rumpelstilz, Adolf Muschg UA 1968

### S
- Der Sacco, Adolf Bartels
- Säuberung in Ithaka, Friedrich Karl Fromm 1948
- Salongespräche oder Die Chronik der geistigen Wunder schimmert fahl und zweideutig, Helmut Eisendle UA 1976
- Das Salzburger große Welttheater, Hugo von Hofmannsthal 1922
- Sampiero, Friedrich Halm 1844
- Sancta Susanna, August Stramm 1914
- Santa Cruz, Max Frisch 1944 UA 1946
- Sappho, Franz Grillparzer 1818
- Das Sauspiel, Martin Walser UA 1975
- Saul, eine klägliche Tragödie, Wolfhart Spangenberg UA 1606
- Scapa Flow, Reinhard Goering 1918
- Schach dem König, Hippolyt August Schaufert 1869
- Der Schatz, Gotthold Ephraim Lessing 1749
- Die Schauspieler, Wilhelm Schmidtbonn 1921
- Die Schauspielerin, Heinrich Mann 1910
- Der Schein trügt, Thomas Bernhard
- Scheiß Napoleon, Harald Sommer 1972
- Der Schelm vom Kahlenberg, Franz Keim 1894
- Der Schelm von Bergen, Carl Zuckmayer 1933
- Der Schelm von Limburg, Raimund Berger UA 1952
- Scherenschnitt, Paul Pörtner UA 1963
- Scherz, Satire, Ironie und tiefere Bedeutung, Christian Dietrich Grabbe 1822
- Schichtwechsel, Hugo Loetscher UA 1960
- Schicksalskomödie, Fritz Hochwälder 1960
- Schneewittchen und die (fast) 7 Zwerge, Tobias Happe 2009
- Der schiefe Turm von Pisa, Wolfgang Hildesheimer 1959
- Das Schiff auf der Donau, Friedrich Wolf 1955
- Schinderhannes, Carl Zuckmayer
- Der Schinderhannes, Stefan Utsch, 1956
- Die Schlacht bei Lobositz, Peter Hacks 1954 UA 1956
- Schlag dreizehn, Helmut Baierl 1971
- Der Schleier der Beatrice, Arthur Schnitzler 1900
- Die schlimme Botschaft, Carl Einstein 1921
- Die schlimmen Buben in der Schule, Johann Nestroy UA 1847
- Schloß Wetterstein, Frank Wedekind 1915
- Ein Schluck Erde, Heinrich Böll UA 1961
- Schluck und Jau, Gerhart Hauptmann 1899
- Schlußchor, Botho Strauß 1990
- Die Schmetterlingsschlacht, Hermann Sudermann 1894
- Schneider Wibbel, Hans Müller-Schlösser 1913
- Der Schmied von Kochel, Josef Ruederer 1911
- Der Schnellmaler oder Kunst und Mammon, Frank Wedekind 1886
- Das Schreibepult oder Die Gefahren der Jugend, August von Kotzebue 1812
- Ein Schritt vom Wege, Ernst Wichert
- Der Schulfreund, Johannes Mario Simmel 1959
- Der Schuss in die Öffentlichkeit, Georg Kaiser 1939
- Der Schuster und der Hahn, Armin Stolper UA 1976
- Der Schütze Tell, Hansjörg Schneider UA 1975
- Die Schutzbefohlenen, Elfriede Jelinek UA 2014
- Der Schutzgeist, August von Kotzebue 1814
- Der Schützling, Johann Nestroy 1847
- Die Schwärmer, Robert Musil 1908
- Der Schwan, Ferenc Molnár 1920
- Der schwangere Bauer, Hans Sachs 1544
- Die schwarze Maske, Gerhart Hauptmann 1928
- Der schwarze Schwan, Martin Walser 1964
- Schweig Bub!, Fitzgerald Kusz UA 1976
- Schweyk im Zweiten Weltkrieg, Bertolt Brecht 1957
- Der Schwierige, Hugo von Hofmannsthal 1917
- Der Schwur, Friedrich Maximilian Klinger 1786
- Die sechste Frau, Max Christian Feiler 1939
- Seelenwanderung, Karl Wittlinger UA 1963
- Seeschlacht, Reinhard Goering 1917
- Sein Leben, Hans Günter Michelsen UA 1977
- Seine Kinder, Rainer Kerndl UA 1963
- Selber schuld, Fitzgerald Kusz UA 1977
- Selbstbezichtigung, Peter Handke 1966
- Der Selbstmörder, Nikolai Erdman
- Die seltsame Reise des Alois Fingerlein, Rainer Kerndl UA 1967
- Semiramis, Bernt von Heiseler 1943
- Seneca, Franz Karl Mohr 1935
- Senftenberger Erzählungen oder Die Enteignung, Hartmut Lange 1960
- Ein sehr kurzes Stück für Bankdirektoren, Till Nikolaus von Heiseler UA 1995
- Servet in Genf, Albert J. Welti 1930
- Shackleton: Banjo oder Bibel?, Friederike Pöhlmann-Grießinger und Roland Eugen Beiküfner UA 2015
- Shakespeare dringend gesucht, Heinar Kipphardt UA 1953
- Sherlock Holmes, Ferdinand Bonn 1906
- Sibirien, Felix Mitterer 1989
- Sie werden sterben, Sire, Leopold Ahlsen UA 1964
- Sieben gegen Theben, Max Mell 1932
- Sieben Wünsche, Armin Müller UA 1974
- Siebenstein, Maxim Ziese
- Die Siebzehnjährigen, Max Dreyer 1904
- Sigmunds Freude, George Tabori 1975
- Die silberne Hochzeit, August von Kotzebue
- Der Silbersee, Georg Kaiser 1932
- Silvester oder Das Massaker im Hotel Sacher, Wolfgang Bauer UA 1971
- Silvia im Stern, Hugo von Hofmannsthal 1907
- Simson, eine geistliche Tragödie, Wolfhart Spangenberg UA 1604
- Simson, Frank Wedekind 1913
- Simsone Grisaldo, Friedrich Maximilian Klinger 1776
- Der singende Fisch, Alfred Brust 1886
- Der Snob, Carl Sternheim 1913
- Die Söhne des Tals, Zacharias Werner 1803
- Der Sohn, Walter Hasenclever 1914
- Der Sohn der Wildnis, Friedrich Halm 1842
- Der Soldat Tanaka, Georg Kaiser 1940
- Der Soldat und das Feuerzeug, Rainer Kirsch UA 1967
- Die Soldaten, Jakob Michael Reinhold Lenz 1774
- Der Sommer am Neusiedler See, Harald Sommer UA 1971
- Der Sommerbürger, Helmut Baierl
- Die Sonnenjungfrau, August von Kotzebue UA 1789
- Die Sorgen und die Macht, Peter Hacks 1960
- Die Sorina, Georg Kaiser 1917
- So war Herr Brummell, Ernst Penzoldt 1933
- Sodoms Ende, Hermann Sudermann 1891
- Soldaten, Nekrolog auf Genf, Rolf Hochhuth 1967
- Soliman, Ludwig Fels 1982
- Sommer 1914, Rolf Hochhuth 1990
- Sonntagskinder, Gerlind Reinshagen 1976
- Die Spanier in Peru oder Rollas Tod, August von Kotzebue 1796
- Die spanische Hochzeit, Louis Fürnberg 1948
- Die spanische Hochzeit, Günther Weisenborn 1939
- Spiegelmensch, Franz Werfel 1920
- Die Spieldose, Georg Kaiser 1942
- Die Spielereien einer Kaiserin, Maximilian Dauthendey
- Spiel im Schloss, Ferenc Molnár 1926
- Spiel ins Leben, Hedda Zinner 1951
- Das Spiel vom Fragen oder Die Reise zum sonoren Land, Peter Handke 1990
- Das Spiel vom Thomas-Kantor, Günther Weisenborn 1950
- Spiel von den deutschen Ahnen, Max Mell 1935
- Das Spiel von Erasmus Grasser, Richard Billinger
- Spiele der Macht, Walter Vogt UA 1971
- Spiele um Geld, Heinrich Henkel UA 1971
- Spieler, Torsten Buchsteiner UA 2001
- Ein Sportstück, Elfriede Jelinek UA 1998
- Spur des dunklen Engels, Hans Henny Jahnn 1951
- Staatsräson, Erich Mühsam 1928
- Stallerhof, Franz Xaver Kroetz 1971 UA 1972
- Stammheim, George Tabori 1986
- Stan und Ollie in Deutschland, Urs Widmer UA 1979
- Der standhafte Zinnsoldat, Anna Croissant-Rust 1896
- Der starke Stamm, Marieluise Fleißer 1944
- Staschek oder Das Leben des Ovid, Hartmut Lange 1972
- Der staubige Regenbogen, Hans Henny Jahnn 1959
- Stauffer-Bern, Herbert Meier UA 1974
- Die St. Jakobsfahrt, Anton Dietzenschmidt
- Die Stadt der Besessenen, Wilhelm Schmidtbonn 1915
- Stefan Fadinger, Hermann Heinz Ortner 1933
- Der Stein der Weisen, Frank Wedekind 1909
- Stein unter Steinen, Hermann Sudermann 1905
- Steine im Weg, Helmut Sakowski UA 1960
- Stella, Johann Wolfgang von Goethe 1775
- Der Stellvertreter, Rolf Hochhuth 1963
- Stempelbrüder, Richard Duschinsky
- Der sterbende Cato, Johann Christoph Gottsched 1731
- Die sterblichen Güter, Joachim Knauth
- Sterntaler, Franz Xaver Kroetz UA 1977
- Stigma, Felix Mitterer 1982
- Stille Gäste, Richard Billinger 1933
- Stille Nacht, Harald Mueller UA 1974
- Stille Ronnie, Heinrich Henkel UA 1981
- Stinkwut, Fitzgerald Kusz UA 1979
- Stirb & Werde, Herbert Asmodi UA 1967
- Strandgut, Harald Mueller UA 1974
- Die Strandkinder, Hermann Sudermann 1909
- Der stramme Max, Franz Xaver Kroetz UA 1980
- Die Straße nach Cavarcere, Harald Zusanek UA 1952
- Straßenecke, Hans Henny Jahnn 1931
- Die Stricknadeln, August von Kotzebue
- Der Strom, Max Halbe 1903
- Studentenkomödie oder Mit der Zeit werden wir fertig, Gustav von Wangenheim 1959
- Das Stück mit dem Hammer, Harald Sommer UA 1973
- Die Stühle des Herrn Szmil, Heinar Kipphardt 1961
- Ein Stündchen im Comptoir, Siegmund Haber 1872
- Stürme, Fritz von Unruh 1921
- Stützpunkt Trufanowa, Horst Ender UA 1958
- Die Stunde, da wir voneinander nichts wußten, Peter Handke 1992
- Die Stunde der Antigone, Claus Hubalek 1962
- Die Stunde des Hauptmanns Grisel, Hans José Rehfisch 1933
- Die Stunde des Triumphes, Herbert Reinecker 1940
- Der Stundenhändler, Just Scheu 1948
- Der Sturz des Apostels Paulus, Rolf Lauckner 1918
- Stunde Null, Christoph Marthaler
- Sturm im Wasserglas, Bruno Frank 1930
- Sturmgeselle Sokrates, Hermann Sudermann 1903
- Die Südpolarexpedition des Kapitäns Scott, Reinhard Goering 1929
- Die Sündflut, Ernst Barlach 1924
- Sweet Death, Fitzgerald Kusz UA 1976

### T
- Tabula rasa, Carl Sternheim 1915
- Die Tage der Commune, Bertolt Brecht 1956
- Tag für Tag, Arnold Wesker 1958
- Der Tag I, Maxim Ziese
- Ein Tag mit Edward, Hans Friedrich Kühnelt UA 1953
- Der Tag mit der Frau mit den Blumen, Till Nikolaus von Heiseler UA 1990
- Tai Yang erwacht, Friedrich Wolf 1931
- Das Tal des Lebens, Max Dreyer 1902
- Der Talisman, Ludwig Fulda 1892
- Der Talisman oder Die Schicksalsperücken, Johann Nestroy UA 1840
- Talk Show, George Tabori 1976
- Der Tambour und sein Herr König, Joachim Knauth UA 1957
- Tango Sólo, Torsten Buchsteiner UA 2005
- Tannhäuser, Johann Nestroy UA 1857
- Tantris der Narr, Ernst Hardt 1907
- Das tausendjährige Reich, Max Halbe 1900
- Der Tempelherr, Ferdinand Schmalz UA 2019
- terra incognita, KuBa UA 1964
- Terror, Ferdinand von Schirach UA 2015
- Tersites, Stefan Zweig 1907
- Der Teufel, Ferenc Molnár 1907
- Der Teufel stellt Monsieur Darcy ein Bein, Ernst Nebhut 1947
- Des Teufels General, Carl Zuckmayer 1945
- Der Teufelskreis, Hedda Zinner UA 1953
- Der Theatermacher, Thomas Bernhard 1984
- Theater, Ferenc Molnár 1921
- Thomas Chatterton, Hans Henny Jahnn 1955
- Die Tochter der Kathedrale, Gerhart Hauptmann 1938
- Tomas Müntzer, Hans Pfeiffer UA 1975
- Die tote Tante, Curt Goetz 1924
- Thomas Münzer, Paul Gurk 1921
- Thomas Münzer. Der Mann mit der Regenbogenfahne, Friedrich Wolf UA 1953
- Thymian und Drachentod, Richard Hey UA 1955
- Till Eulenspiegel, Georg Fuchs 1899
- Till Eulenspiegel, Johann Nestroy 1835
- Till bevor er hing, Werner Schneyder 1963
- Tobias Bundschuh, Carl Hauptmann 1916
- Die Tochter Theoderichs, Carl Caro, 1880
- Der Tochtermord, welchen Jephtha begangen hat, Christian Weise UA 1680
- Der Tod des Empedokles, Friedrich Hölderlin 1797/1800
- Der Tod des Tizian, Hugo von Hofmannsthal 1892
- Tod eines Jägers, Rolf Hochhuth 1975
- Tod und Teufel (Wedekind), Frank Wedekind 1905
- Die Tödin, Alois Außerer 1921
- Tolkening, Alfred Brust
- Toller, Tankred Dorst UA 1968
- Der tollste Tag, Peter Turrini
- Toni Stürmer, Cäsar Flaischlen 1891
- Top Dogs, Urs Widmer 1996
- Torquato Tasso, Johann Wolfgang von Goethe 1807
- Der Tor und der Tod, Hugo von Hofmannsthal 1893
- Tot sind wir nicht, Svenja Viola Bungarten UA 2018
- Der tote Tag, Ernst Barlach 1912
- Totenfloß, Harald Mueller UA 1984
- Transportarbeiter Jakob Kuhn, Johannes Schenk UA 1972
- Der Traum ein Leben, Franz Grillparzer UA 1834
- Ein treuer Diener seines Herrn, Franz Grillparzer 1826 UA 1828
- Triki-Traki, Harald Sommer UA 1971
- Trilogie des Wiedersehens, Botho Strauß 1976
- Triptychon, Max Frisch 1979
- Tristram und Ysolt, Eduard Stucken 1916
- Der Tritschtratsch, Johann Nestroy (1833)
- Triumph in tausend Jahren, Peter Hirche UA 1957
- Trommeln in der Nacht, Bertolt Brecht 1922
- Tropfen auf heiße Steine, Rainer Werner Fassbinder 1964
- Trotzki in Coyoacan, Hartmut Lange 1971 UA 1972
- Trotzki im Exil, Peter Weiss 1969 UA 1970
- Die Tür, Hans-Joachim Haecker 1961
- Turandot oder Der Kongreß der Weißwäscher, Bertolt Brecht 1953
- Türkischer Halbmond, Peter Greiner UA 1980
- Der Turm, Hugo von Hofmannsthal 1927
- Der Turm, Peter Weiss 1948
- Tyrannen, Heinrich Mann

### U
- U-Boot S4, Günther Weisenborn UA 1928
- Über allen Gipfeln ist Ruh, Thomas Bernhard 1981
- Über den Gartenzaun, Konrad Wünsche UA 1962
- Über die Dörfer, Peter Handke 1982
- Überfürchtenichts, Frank Wedekind 1916
- Die Übergangsgesellschaft, Volker Braun 1987
- Überlebensgroß Herr Krott, Martin Walser
- Der Überteufel, Hermann Essig 1906
- Ugolino, Heinrich Wilhelm von Gerstenberg 1768
- Die Uhr schlägt eins, Carl Zuckmayer 1961
- Die Uhren, Wolfgang Hildesheimer 1959
- Ulla Winblad, Carl Zuckmayer 1953
- Ulrich, Fürst von Waldeck, Herbert Eulenberg 1906
- Ulrich von Lichtenstein, Gerhart Hauptmann 1939
- Ulrike Maria Stuart, Elfriede Jelinek UA 2006
- Um ein bißchen Rauch, Manfred Schwarz UA 1965
- Um neun an der Achterbahn, Claus Hammel UA 1964
- Die Umsiedlerin oder Das Leben auf dem Lande, Heiner Müller 1961
- Umwege, Paul Gratzik UA 1970
- Der Unbedeutende, Johann Nestroy 1846
- Unbefleckte Empfängnis, Rolf Hochhuth 1989
- Eine Unbekannte aus der Seine, Ödön von Horváth
- Der Unbelehrbare, Konrad Wünsche UA 1963
- Der Unbestechliche, Hugo von Hofmannsthal UA 1923
- Und Pippa tanzt!, Gerhart Hauptmann 1905
- Unerwartete Rückkehr, Botho Strauß 2002
- Die Unfruchtbaren, August Stramm
- Der Unglückselige Soldat und Vorwitzige Barbier, Johann Sebastian Mitternacht UA 1662
- Der Unmensch, Hermann Bahr
- Unruhige Träume, George Tabori 1992
- Der Unschuldige, Fritz Hochwälder 1956 UA 1958
- Die Unschuldige, Heinrich Mann
- Unter der Gürtellinie, Richard Dresser
- Unterm Rock der Teufel, Boris Djacenko UA 1966
- Unterm Wind der Jahre, Bernhard Seeger UA 1964
- Eine verfolgte Unschuld, Anton Langer 1876
- Die unvergnügte Seele, Christian Weise 1690
- Unverhofft oder Der Lotterbube, Johann Nestroy 1845
- Die Unvermählte, August von Kotzebue
- Die Unvernünftigen sterben aus, Peter Handke UA 1974
- Urfaust, Johann Wolfgang von Goethe
- Das Urteil, Gustav von Wangenheim 1932

### V
- Die Valentine, Gustav Freytag 1846
- Van Gogh, Alfred Matusche UA 1973
- Vanillikipferln, Lotte Ingrisch UA 1964
- Varieté, Heinrich Mann
- Vasantasena, Lion Feuchtwanger 1916
- Vatermord, Arnolt Bronnen 1915
- Der Vatermord, Friedrich Hebbel 1835
- Veland, Gerhart Hauptmann 1925
- Verbotene Früchte (Der Schwarzkünstler), Emil Gött 1894
- Der verbannte Amor oder Die argwöhnischen Eheleute, August von Kotzebue
- Verfolgung, Anton Dietzenschmidt 1924
- Die Verfolgung und Ermordung Jean Paul Marats, dargestellt durch die Schauspielgruppe des Hospizes zu Charenton unter Anleitung des Herrn de Sade, Peter Weiss 1964
- Die Verführung, Paul Kornfeld 1913
- Der vergessene Tag, Ingeborg von Zadow UA 1997
- Die verhängnisvolle Faschingsnacht, Johann Nestroy 1839
- Das Verhör von Habana, Hans Magnus Enzensberger UA 1970
- Das verliebte Gespenst, Andreas Gryphius 1660
- Das Verlöbnis, Richard Billinger 1932
- Die verlorene Ehre der Katharina Blum, Heinrich Böll 1975
- Der verlorene Sohn, Alois Außerer 1923
- Der verlorene Sohn, Ernst Wiechert 1934
- Der Vermessungsdirigent, Gottfried Benn 1916
- Die verschleierte Frau, Fritz Hochwälder 1946
- Der Verschwender, Ferdinand Raimund UA 1834
- Die Verschwörer, Wolfgang Graetz UA 1968
- Die Verschwörung, Walter Erich Schäfer 1949
- Die Verschwörung des Fiesco zu Genua, Friedrich Schiller 1782 UA 1783
- Der verschwundene Mond, Fritz Hochwälder 1961
- Die Versicherung, Peter Weiss 1952
- Die Verspätung, Wolfgang Hildesheimer 1961
- Die versunkene Glocke, Gerhart Hauptmann 1896
- Der verwandelte Komödiant, Stefan Zweig 1913
- Die vier Musketiere, Sigmund Graff 1933
- Das vierte Gebot, Ludwig Anzengruber 1877
- Der vierundzwanzigste Februar, Zacharias Werner UA 1810
- Das Volksbuch vom Herzog Ernst oder Der Held und sein Gefolge, Peter Hacks UA 1967
- Verschwörung um Hannes, Franz Freitag UA 1963
- Vertauschte Seelen, Wilhelm von Scholz
- Verwandlungen, George Tabori 1977
- Vincenz oder die Freundin bedeutender Männer, Robert Musil 1923
- Vineta, Jura Soyfer
- Virginia, Fritz Hochwälder 1948
- Volk in Not, Karl Schönherr 1915
- Vom Esau und Jacob, Christian Weise 1696
- Vom verfolgten David, Christian Weise UA 1683
- Vom verfolgten Lateiner, Christian Weise 1696
- Vom Werden der Vernunft oder Auf der Durchreise nach Petersburg, Hartmut Lange 1976
- Von Bergamo bis morgen früh, Dieter Waldmann UA 1961
- Von dem Mensch, so unter die Mörder gefallen, Wolfhart Spangenberg UA 1602
- Von dem neapolitanischen Rebellen Masaniello, Christian Weise UA 1683
- Von der sizilianischen Argenis, Christian Weise UA 1683
- Von der verkehrten Welt, Christian Weise UA 1683
- Von Jacobs doppelter Heirat, Christian Weise UA 1683
- Von Riesen und Menschen, Horst Kleineidam UA 1967
- Von Tobias und der Schwalbe, Christian Weise 1683
- Vor der Klagemauer, Konrad Wünsche UA 1962
- Vor Sonnenaufgang, Gerhart Hauptmann UA 1889
- Vor Sonnenaufgang (Palmetshofer), Ewald Palmetshofer UA 2017
- Vor Sonnenuntergang, Gerhart Hauptmann 1931
- Der Voyeur, George Tabori 1982

### W
- Waffen für Amerika, Lion Feuchtwanger 1962
- Das Wagnis der Maria Diehl, Fred Reichwald UA 1959
- Wahn oder der Teufel in Boston, Lion Feuchtwanger 1960
- Wahnschaffe, Rolf Lauckner UA 1923
- Die wahre Geschichte des Ah Q oder Zwischen Hund und Wolf, Christoph Hein UA 1983
- Das wahre Gesicht, Max Halbe 1907
- Waidmannsheil oder Schöne Grüße aus der Steiermark, Gerald Szyszkowitz UA 1971
- Wallenstein, Friedrich Schiller 1796/1799 UA 1798
- Walküre 44, Günther Weisenborn 1965
- Wanda, Königin der Sarmaten, Zacharias Werner 1807 UA 1808
- Die Wandlung, Ernst Toller 1918
- Wann kommt Ehrlicher?, Rainer Kerndl UA 1971
- Warenhauskomödie, Julius Maria Becker 1930
- Was heißt hier Volsinii?, Peter Rühmkorf UA 1973
- Was wäre, wenn -?, Hedda Zinner 1959
- Wasser für Canitoga, Hans José Rehfisch 1932
- Watussi oder Ein Stück für zwei Botschafter, Adolf Muschg UA 1977
- Die Weber, Gerhart Hauptmann 1891/1892 UA 1893
- Weekend im Paradies, Franz Arnold und Ernst Bach UA 1928
- Weg, Herbert Achternbusch 1984 UA 1985
- Der Weg der Verheißung, Franz Werfel 1935
- Der Weg des Gewaltigen, Ernst Lissauer 1931
- Der Weg nach Füssen, Johannes R. Becher 1956
- Wege übers Land, Helmut Sakowski UA 1969
- Wege zu Rahel, David Wechsler UA 1961
- Weh dem, der lügt!, Franz Grillparzer 1837 UA 1838
- Weh dem, der nicht lügt, Richard Hey UA 1962
- Das Weib des Soldaten, Heinrich Christian Meier 1929/49
- Der Weibsteufel, Karl Schönherr 1914
- Weismann und Rotgesicht, George Tabori 1990
- Weissagung, Peter Handke 1966
- Der weiße Fächer, Hugo von Hofmannsthal 1897
- Der weiße Heiland, Gerhart Hauptmann 1919
- Weitab Standard, Alfred Paul Schmidt 1976
- Das weite Land, Arthur Schnitzler 1906 UA 1911
- Weitere Aussichten, Franz Xaver Kroetz 1974
- Weißes Blut, Harald Hauser 1960
- Wer andern eine Grube gräbt, Maria Ibele 1949
- Wer durchs Laub geht …, Franz Xaver Kroetz UA 1980
- Wer weint um Juckenack?, Hans José Rehfisch 1924
- Das Werk, Elfriede Jelinek UA 2003
- Der Werwolf, Rainer Werner Fassbinder 1969
- Wessis in Weimar, Rolf Hochhuth 1993
- Der Wettlauf mit dem Schatten, Wilhelm von Scholz 1920
- Der WG-Krieg, Markus Riexinger
- Ein Wiedersehen, Carl Caro 1880
- Wie führe ich eine Ehe?, Axel von Ambesser 1940
- Wie Tiere des Waldes, Friedrich Wolf UA 1948
- Wieland, Karl Gustav Vollmoeller UA 1911
- Wiener Kripperl von 1919, Max Mell 1921
- Wiener Totentanz, Lotte Ingrisch
- Die wilde Rotte, Rainer Kerndl 1975
- Der Wildfang, August von Kotzebue 1798
- Wildfeuer, Friedrich Halm 1864
- Wildwechsel, Franz Xaver Kroetz 1971
- Wilhelm, Prinz von Oranien, Fritz von Unruh 1952
- Wilhelm Tell, Friedrich Schiller 1801/1804 UA 1804
- William Becher-Leben und Werk in Lindau, Friederike Pöhlmann-Grießinger und Roland Eugen Beiküfner UA 2016
- Winterballade, Gerhart Hauptmann UA 1917
- Winterreise, Elfriede Jelinek UA 2011
- Winterreise, Harald Mueller UA 1977
- Winterschlacht, Johannes R. Becher 1958
- Die Wirklichkeit und was man dagegen tut, Lotte Ingrisch UA 1968
- Der Wirrwarr, Friedrich Maximilian Klinger UA 1777
- Wir sind schon weiter, Gustav von Wangenheim 1951
- Wittek geht um, Tankred Dorst 1967
- Die Witwe, Lotte Ingrisch UA 1965
- Die Witwe Capet, Lion Feuchtwanger
- Wo liegt Jena?, Theodor Schübel UA 1965
- Ein Wohltäter, Franz Nissel 1856
- Wolfszeit, Leopold Ahlsen 1954
- Wolken. Heim., Elfriede Jelinek UA 1988
- Wolkenkuckucksheim, Josef Ruederer 1909
- Woyzeck, Georg Büchner 1836 UA 1913
- Wunder um Verdun, Hans Chlumberg 1930
- Das Wunschkonzert, Franz Xaver Kroetz 1971 UA 1973
- Die Wupper, Else Lasker-Schüler 1908 UA 1919
- Wut, Elfriede Jelinek UA 2016

### Y
- Ein Yankee an König Artus’ Hof, Claus Hammel UA 1967
- Yorck, Paul Ernst 1917

### Z
- Zaza, Manfred Bieler 1964/65 UA 1969
- Zeit der Schuldlosen, Siegfried Lenz UA 1961
- Die Zeit und das Zimmer, Botho Strauß 1988
- Die Zensur, Frank Wedekind 1907
- Der Zentaur, Georg Kaiser 1910
- Der zerbrochne Krug, Heinrich von Kleist 1803/1806 UA 1808
- Zero, Fritz von Unruh 1932
- Zero-Zero, Peter Turrini UA 1971
- Der Zerrissene, Johann Nestroy 1844 UA 1844
- Zigeuner-Boxer, Rike Reiniger 2011
- Die Zimmerschlacht, Martin Walser 1963
- Zinnober, Charlotte Birnbaum 1946
- Der Zögling von San Marco, Andreas May 1883
- Zriny, Theodor Körner 1814
- Zu ebener Erde und erster Stock oder Die Launen des Glücks, Johann Nestroy UA 1835
- Zum Frühstück zwei Männer, Karl Wittlinger UA 1962
- Zur Zeit der Distelblüte, Hermann Moers UA 1958
- Der Zusammenstoß, Kurt Schwitters 1927/1929 UA 1976
- Zwei Ärzte, Hans Pfeiffer 1959
- Zwei Engel steigen aus, Günther Weisenborn 1952
- Zwei rechts, zwei links, Karl Wittlinger UA 1960
- Zweimal Oliver, Georg Kaiser 1926
- Der Zweite, Reinhard Goering
- Die Zwillinge, Friedrich Maximilian Klinger UA 1776
- Die Zwillingsschwester, Ludwig Fulda 1901
- Zwölfeläuten, Heinz Rudolf Unger
- Zwölftausend, Bruno Frank 1927